# Richard Nixon
Vous lisez un « bon article » labellisé en 2013.
Pour les articles homonymes, voir Nixon.
Richard Nixon /ˈɹɪt͡ʃ.ɝd ˈnɪk.sən/, né le 9 janvier 1913 à Yorba Linda (Californie) et mort le 22 avril 1994 à New York (État de New York), est un homme d'État américain. Membre du Parti républicain, il est le 36e vice-président des États-Unis (1953-1961) puis le 37e président des États-Unis (1969-1974).
Issu d’une famille modeste de Californie du Sud, sorti diplômé du Whittier College puis de l'université Duke, il exerce comme juriste en Californie, avant de déménager à Washington, D.C. afin de travailler pour le gouvernement fédéral. Pendant la Seconde Guerre mondiale, il sert dans l'US Navy.
Lors des élections de 1946, il est élu représentant des États-Unis pour le 12e district de Californie, battant le sortant démocrate Jerry Voorhis. Quatre ans plus tard, il se présente avec succès comme sénateur des États-Unis pour la Californie, devançant Helen Gahagan Douglas. Son engagement dans l'enquête concernant l'affaire d'espionnage Alger Hiss le fait connaître au niveau national en tant qu'anticommuniste.
Il est élu vice-président des États-Unis sur le ticket républicain mené par Dwight D. Eisenhower aux élections présidentielles de 1952 et 1956, occupant cette fonction pendant huit ans. Il brigue la succession d’Eisenhower, mais est défait par le démocrate John F. Kennedy à l'issue d'élection très serrée. Il échoue également à devenir gouverneur de Californie en 1962. Sa traversée du désert s'achève six ans plus tard avec son élection à la Maison-Blanche face au vice-président démocrate, Hubert Humphrey : il est ainsi l'une des rares personnalités à accéder à la tête du pays après avoir perdu une élection présidentielle auparavant.
Pendant sa présidence, il commence par accroître l'engagement américain au Viêt Nam puis entame des négociations et met fin au conflit en 1973, ainsi qu'à la conscription. En 1972, sa visite en république populaire de Chine permet l'ouverture de relations diplomatiques entre les deux pays ; la même année, il instaure la détente et le traité ABM avec l'Union soviétique. En politique intérieure, son administration soutient des actions de dévolution du pouvoir du gouvernement fédéral vers les États. Il impose un contrôle des prix de 90 jours, met fin à la convertibilité du dollar en or, renforce la lutte contre le cancer et les drogues, fait appliquer la déségrégation dans les écoles du Sud et mène une politique environnementale progressiste. Tout en supervisant la mission Apollo 11, il réduit le soutien au programme spatial américain.
Lors de l'élection présidentielle de 1972, qui se tient après l'abaissement du droit de vote à 18 ans, il est réélu président face au sénateur démocrate George McGovern, remportant 49 des 50 États américains, soit l'une des plus larges majorités jamais obtenues aux États-Unis. Son second mandat est marqué par le premier choc pétrolier et ses conséquences économiques, par la démission de son vice-président Spiro Agnew et par les révélations successives sur son implication dans le scandale du Watergate, née d'une intrusion de cambrioleurs liés à son équipe dans les locaux du Parti démocrate. L'affaire lui coûte la plupart de ses appuis politiques et le conduit à démissionner avant une probable destitution, après cinq ans et demi de présidence. Il bénéficie ensuite d'une grâce de la part de son successeur, Gerald Ford.
Durant sa retraite, il écrit plusieurs ouvrages et s’implique sur la scène internationale, ce qui contribue à réhabiliter son image publique. Il meurt à l'âge de 81 ans, à la suite d'une attaque cérébrale. L'héritage et la personnalité de Richard Nixon continuent à faire l'objet d'importants débats.

## Situation personnelle

### Jeunesse

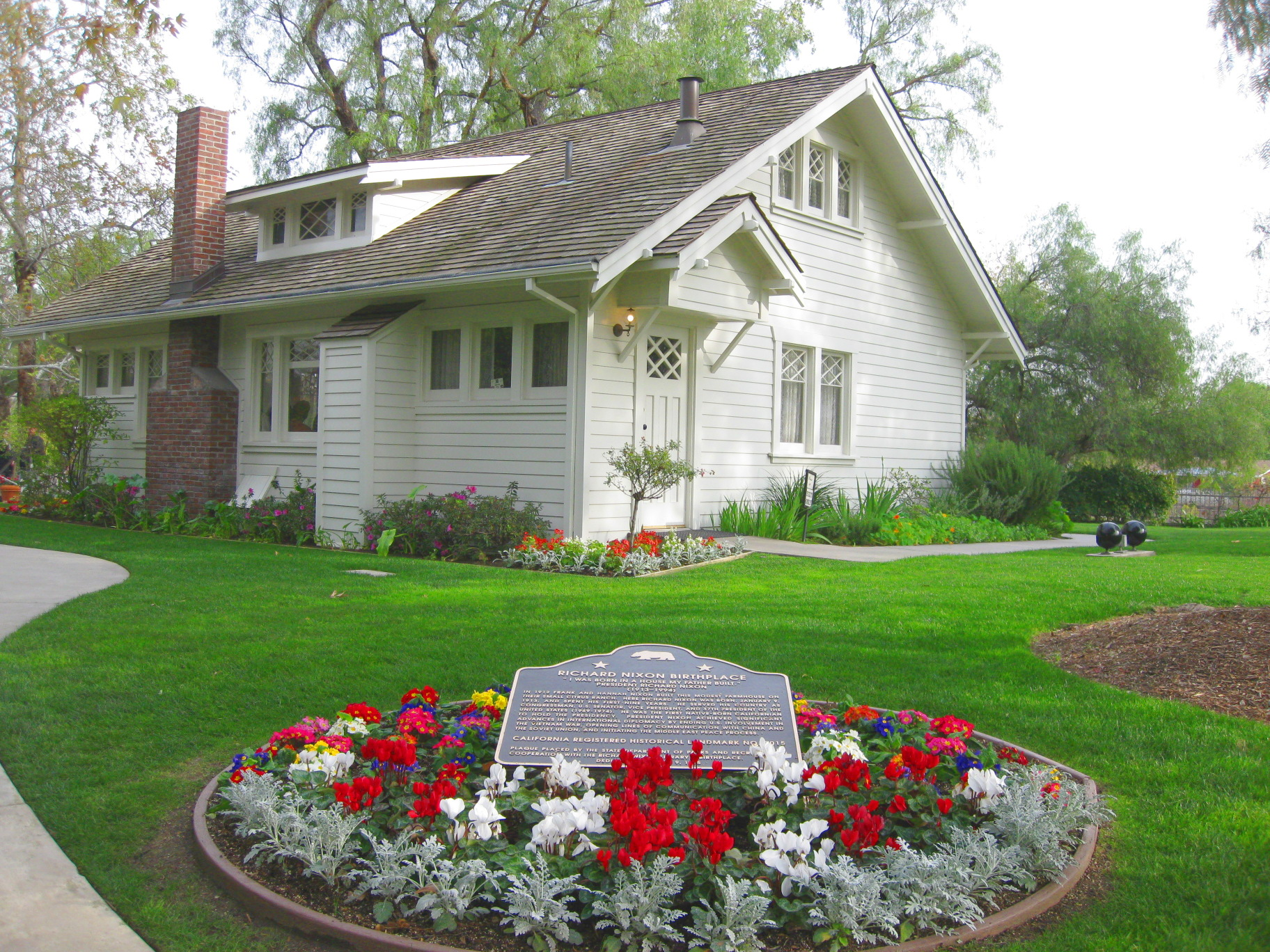
La maison natale de Richard Nixon.

Richard Milhous Nixon /ˈɹɪt͡ʃ.ɝd ˈmɪl.haʊ̯s ˈnɪk.sən/ est né le 9 janvier 1913 dans une maison que son père avait construite à Yorba Linda en Californie. C'est le premier président des États-Unis né dans l'Ouest américain.
Ses parents sont Hannah Elizabeth Nixon née Milhous (1885-1967), et Francis Anthony Nixon (1878-1956). Sa mère était une quaker et son père était un méthodiste qui s'était converti après son mariage ; l'éducation de Richard fut donc marquée par les valeurs conservatrices des quakers de l'époque, qui devaient s'abstenir de boire, de danser et de jurer. Richard avait quatre frères : Harold (1909-1933), Donald (1914-1987), Arthur (1918-1925) et Edward (1930-2019). Quatre des cinq enfants Nixon étaient prénommés d'après des rois de l'Angleterre historique ou légendaire ; Richard, par exemple, portait le prénom de Richard Cœur de Lion.

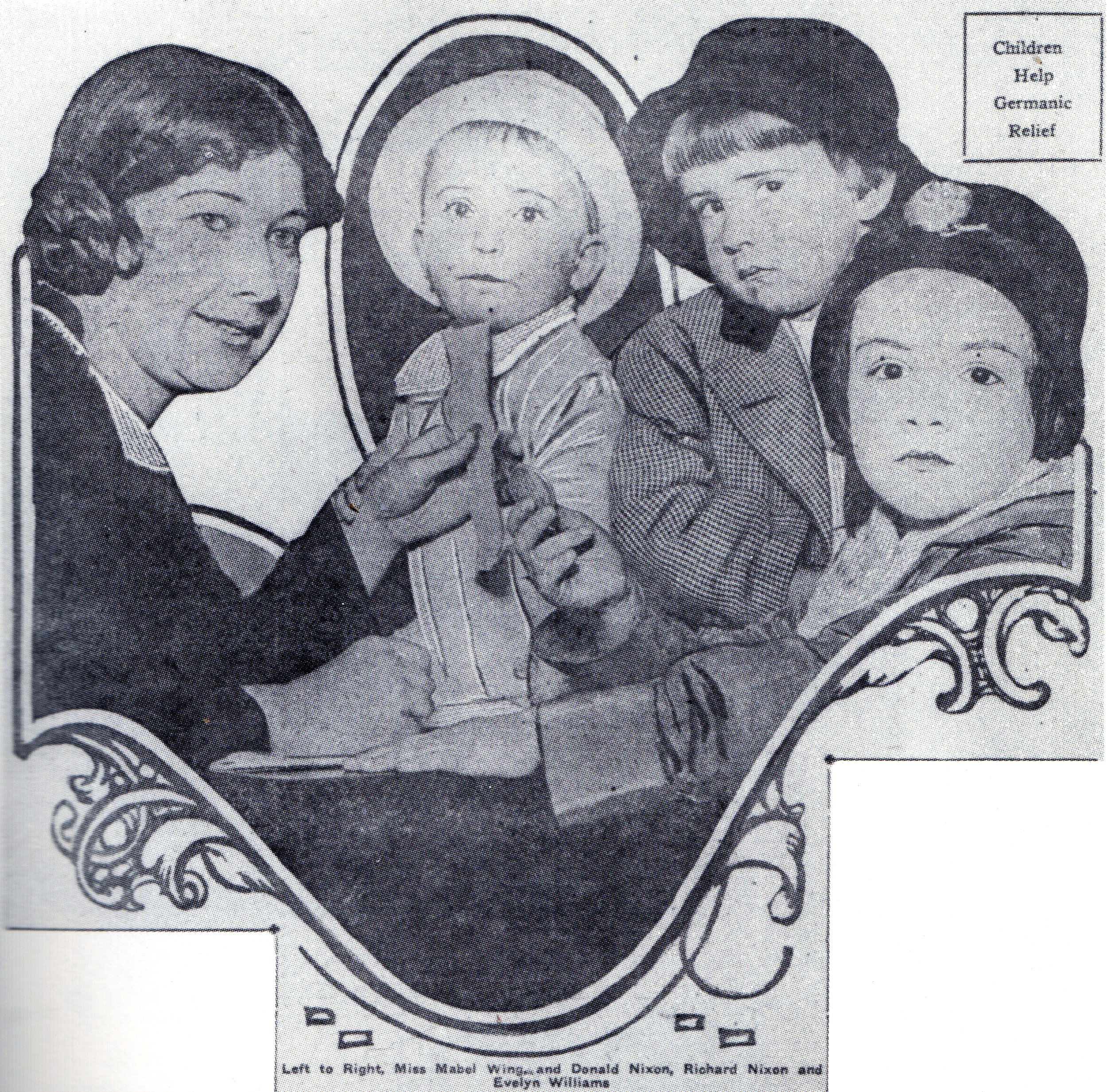
Nixon (deuxième à partir de la droite) apparaît dans un journal de 1916 alors qu'il donne cinq centimes à une association d'aide aux orphelins de guerre. Donald se trouve à gauche de son frère.

La jeunesse de Nixon fut marquée par les privations et il cita par la suite une déclaration d'Eisenhower pour décrire son enfance : « Nous étions pauvres mais la splendeur de cette situation est que nous ne le savions pas ». L'exploitation agricole familiale périclita en 1922 et la famille déménagea à Whittier en Californie, dans une région habitée par de nombreux quakers où Frank Nixon ouvrit une épicerie et une station service. Le jeune frère de Richard, Arthur, mourut soudainement en 1925. À l'âge de 12 ans, on repéra une ombre sur l'un des poumons de Richard , du fait des antécédents tuberculeux de la famille, il fut interdit de sport. Finalement, l'ombre se révéla être composée de tissus cicatriciels formés après un accès de pneumonie,. Le jeune Richard étudia à l'école élémentaire d'East Whittier où il était délégué de classe.
Hannah et Frank Nixon jugeaient que l'éducation au collège de Whitthier avait poussé le frère aîné de Richard, Harold, à vivre une vie dissolue avant qu'il ne meure de la tuberculose en 1933. Ils envoyèrent donc Richard au plus grand collège de Fullerton,. Il suivit des études brillantes, bien qu'il lui fallût une heure de bus pour se rendre au collège ; par la suite, il résida chez une de ses tantes à Fullerton durant la semaine. Il jouait au football américain et participait à presque tous les entraînements même s'il était rarement sélectionné pour les compétitions. Il eut plus de succès en tant qu'orateur ; il remporta plusieurs concours d'éloquence et ne fut battu lors d'un débat public que par le recteur du collège, H. Lynn Sheller. Nixon rappela par la suite les mots de Sheller : « Rappelle-toi, un discours est une conversation… N'invective pas les gens. Parle-leur. Discute avec eux ». Nixon raconta qu'il essayait d'utiliser le ton de la conversation le plus souvent possible.

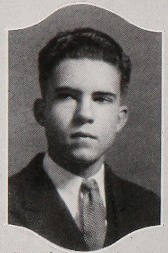
Photographie de Nixon dans l'album de promotion de 1930.

Les parents de Nixon l'inscrivirent au lycée de Whittier en septembre 1928. Richard échoua cependant à obtenir la présidence de l'association étudiante. Il se levait généralement à 4 h pour se rendre avec le camion familial jusqu'à Los Angeles et acheter des légumes au marché. Il revenait ensuite à l'épicerie pour les laver et les mettre en rayon avant de se rendre à l'école. Les médecins ayant diagnostiqué une tuberculose chez son frère Harold l'année précédente, lorsqu'Hannah Nixon l'emmena en Arizona dans l'espoir d'améliorer sa santé, ses parents devinrent plus exigeants envers Richard et il dut abandonner le football. Nixon termina néanmoins troisième de sa promotion de 207 élèves.
Il reçut une bourse pour intégrer l'université Harvard mais la maladie de Harold accaparait leur mère et Richard dut participer à la gestion de l'épicerie. Il resta en Californie et entra à l'université de Whittier, ses dépenses étant couvertes par un legs de son grand-père maternel. Il n'y avait pas de fraternités étudiantes à l'université mais des associations littéraires. Nixon fut refusé par la seule qui existait pour les jeunes hommes, les Franklins, dont la plupart des membres étaient issus de familles influentes contrairement à lui. Il réagit en contribuant à la fondation d'une nouvelle société, l'Orthogonian Society. En plus de l'association, de ses études et des activités à l'épicerie, Nixon trouva le temps pour mener à bien de nombreuses activités extra-scolaires ; il remporta de nombreux concours de débat et gagna une réputation de travailleur acharné. En 1933, il se fiança avec Ola Florence Welch, la fille du commissaire de Whittier ; mais ils se séparèrent en 1935.
Après avoir été diplômé de l'université de Whittier en 1934, Nixon reçut une bourse pour la faculté de droit de l'université Duke. L'institution était récente et cherchait à attirer les meilleurs étudiants avec des bourses d'études. Leur nombre était cependant fortement réduit pour les étudiants de deuxième et troisième année et cela entraînait une intense compétition. Non seulement Nixon conserva sa bourse mais il fut élu président de l'association du barreau de l'université et termina troisième de sa promotion en juin 1937. Il écrivit plus tard à propos de son université : « L'université Duke est responsable d'une manière ou d'une autre de tout ce que j'ai fait dans le passé ou pourrai faire à l'avenir. ».

### Carrière, mariage et service militaire
Après avoir été diplômé de l'université Duke, Richard Nixon espérait rejoindre le FBI. Il ne reçut aucune réponse à sa lettre de candidature et il apprit des années plus tard qu'il avait été engagé mais que son embauche avait été annulée à la dernière minute du fait de restrictions budgétaires. Il retourna alors en Californie et fut admis au barreau en 1937. Il rejoignit le cabinet Wingert et Bewley à Whittier qui s'occupait des litiges pour des compagnies pétrolières locales et d'autres questions commerciales de même que des testaments. Nixon était réticent à travailler sur des affaires de divorce car il n'aimait pas discuter de sexualité avec les femmes. En 1938, il ouvrit sa propre branche du cabinet Wingert et Bewley à La Habra en Californie et il devint un associé officiel du cabinet l'année suivante.

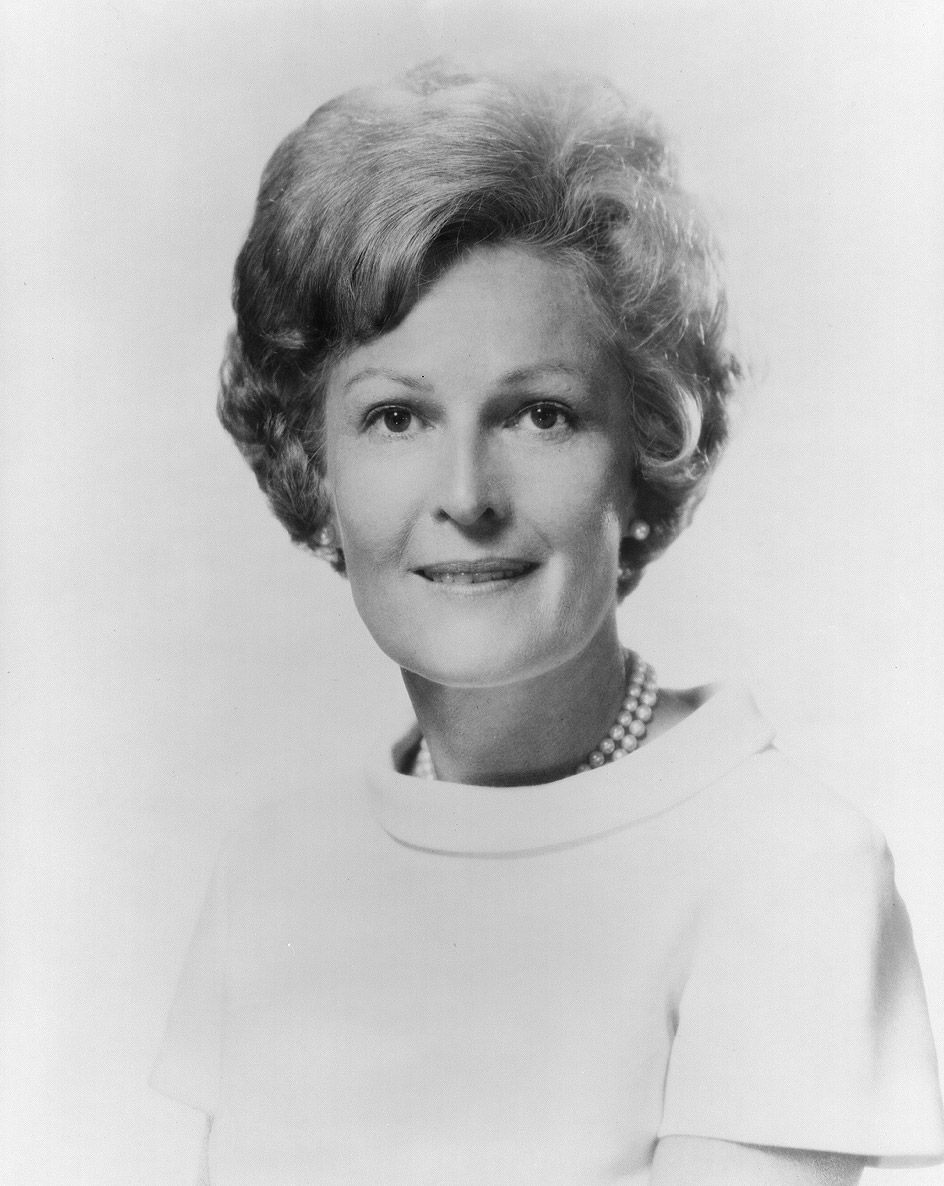
Pat Nixon en 1969.

En janvier 1938, Nixon fut choisi pour participer à la pièce The Dark Tower organisée par l'association théâtrale de Whittier et il donna la réplique à une enseignante en lycée appelée Thelma « Pat » Ryan. Nixon décrivit la rencontre dans ses mémoires comme « un coup de foudre typique » ; cependant, cela ne concernait que Nixon car Pat Ryan éconduisit plusieurs fois le jeune avocat avant d'accepter un rendez-vous. Ryan fut longtemps réticente à l'idée d'épouser Nixon et leur relation se prolongea deux ans avant qu'elle n'accepte sa demande. Ils se marièrent lors d'une cérémonie très simple, le 21 juin 1940. Après une lune de miel au Mexique, le couple s'installa à Whittier. Ils eurent deux enfants, Tricia (née en 1946) et Julie (née en 1948).
En janvier 1942, le couple déménagea à Washington, D.C. et Nixon trouva un emploi au bureau de l'Administration des prix. Lors de ses campagnes politiques ultérieures, Nixon avança qu'il s'agissait d'une réponse à l'attaque de Pearl Harbor mais il avait postulé ce poste dès la deuxième moitié de l'année 1941, et donc avant l'attaque du 7 décembre. Le couple considérait en effet que ses perspectives d'avenir à Whittier étaient limitées. Il fut assigné à la division de rationnement des pneus où il devait répondre au courrier. Il n'appréciait pas ce travail et quatre mois plus tard, il demanda à intégrer la marine américaine. Comme il était quaker de naissance, il aurait pu demander à être exempté de la conscription mais il intégra la marine en août 1942.
Nixon assista aux cours de l'école des élèves-officiers et devint aspirant en octobre 1942. Son premier poste fut celui d'assistant du commandant de la base aérienne d'entraînement d'Ottumwa dans l'Iowa. Cherchant un rôle plus stimulant, il demanda à aller sur le front et il fut réassigné en tant qu'officier de contrôle chargé de la logistique militaire dans le théâtre Sud-Ouest du Pacifique,. Il fut déployé à Guadalcanal dans les îles Salomon puis sur l'île de Nissan, conquise après la bataille des îles Green, où son unité préparait les plans de vols et supervisait le chargement et le déchargement des avions de transport C-47. Il fut félicité par ses supérieurs, reçut deux service stars et fut promu lieutenant le 1er octobre 1943 même s'il n'avait participé à aucun combat. À son retour aux États-Unis, Nixon fut nommé officier à la base aéronavale d'Alameda en Californie. En janvier 1945, il fut transféré au Bureau of Aeronautics à Philadelphie pour aider à la négociation de la rupture des contrats signés durant la guerre ; il fut à nouveau félicité pour son travail. En octobre 1945, il fut promu au grade de lieutenant commander et quitta la marine lors du réveillon de 1946.

## Parcours politique

### Représentant des États-Unis

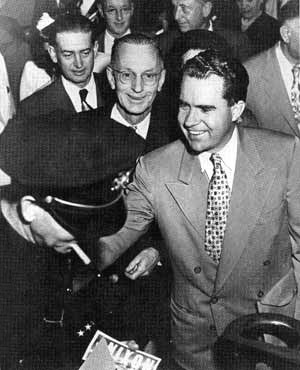
Campagne de Nixon pour le Sénat en 1950.

En 1945, les républicains du 12e district congressionnel de Californie, frustrés par leur incapacité à battre le représentant démocrate Jerry Voorhis, cherchèrent un candidat consensuel pour faire campagne contre lui. Ils formèrent un comité pour choisir un candidat et essayer d'éviter les dissensions internes qui avaient permis les victoires de Voorhis. Après l'échec du comité à attirer les meilleurs candidats, Herman Perry, le directeur de la branche de Whittier de Bank of America suggéra Richard Nixon, un nom familier pour ceux qui étaient membres du conseil d'administration de l'université de Whittier avant la guerre. Perry écrivit à Nixon qui se trouvait alors à Baltimore. Après une nuit de discussions agitées au sein du couple, Nixon répondit avec enthousiasme à Perry. Il s'envola pour la Californie et fut choisi par le comité. Lorsqu'il quitta la marine au début de l'année 1946, Nixon et son épouse retournèrent à Whittier où commença une année d'intense campagne,. Nixon remporta l'élection avec 65 586 voix contre 49 994 pour son adversaire.
Au Congrès, Nixon soutint la loi Taft-Hartley de 1947 restreignant les prérogatives des syndicats et il participa au comité sur l'éducation et le travail. Il était également membre du comité Herter qui se rendit en Europe pour étudier les besoins d'une aide financière américaine. Nixon était le plus jeune membre du comité et le seul originaire de l'Ouest des États-Unis. Le rapport du comité mena au vote du plan Marshall en 1948.
Nixon se fit connaître au niveau national en 1948 lorsque son enquête, en tant que membre du House Un-American Activities Committee, révéla l'affaire d'espionnage Alger Hiss. Beaucoup doutaient des allégations de Whittaker Chambers selon lesquelles Hiss, un ancien fonctionnaire du département d'État, avait été un espion soviétique mais Nixon était convaincu de leur véracité et il pressa le comité de poursuivre ses investigations. Attaqué en diffamation par Hiss, Chambers fournit des documents corroborant ses affirmations. Hiss fut condamné pour parjure en 1950 car il avait nié sous serment qu'il avait cédé les documents à Chambers. En 1948, Nixon devint le candidat d'une coalition dans sa circonscription et fut facilement réélu,.

### Sénateur des États-Unis
En 1949, Richard Nixon commença à envisager de se présenter au Sénat contre le démocrate sortant, Sheridan Downey (en) et il entra en campagne en novembre de la même année. Downey, devant faire face à une dure campagne lors des primaires contre la représentante Helen Gahagan Douglas, annonça son retrait en mars 1950. Nixon et Douglas remportèrent les primaires et s'engagèrent dans une campagne intense dont la guerre de Corée était le thème central. Nixon essaya d'attirer l'attention sur les votes libéraux de Douglas au Congrès. Ainsi, une « affiche rose » distribuée par l'équipe de campagne de Nixon suggérait que les votes libéraux de Douglas étaient similaires à ceux du représentant Vito Marcantonio de New York (considéré par certains comme étant un communiste) et que leurs positions politiques étaient donc identiques. Nixon remporta l'élection avec près de 20 points d'avance. Ses nombreuses stratégies politiques lui valurent le surnom de Tricky Dick (« Richard la crapule » ou « le roublard »),.
Au Sénat, Nixon s’oppose avec virulence au communisme. Il conserva des relations amicales avec son collègue anti-communiste, le controversé sénateur Joseph McCarthy du Wisconsin, mais il prit ses distances avec certaines allégations de celui-ci. Nixon critiqua également la gestion de la guerre de Corée par le président Harry S. Truman. Il soutint l'entrée de l'Alaska et d'Hawaï dans les États-Unis, vota en faveur des droits civiques des minorités ainsi que pour des aides fédérales en Inde et en Yougoslavie à la suite de catastrophes naturelles. Il s'opposa en revanche au contrôle des prix, aux restrictions monétaires et aux aides aux immigrants illégaux.

### Vice-président des États-Unis

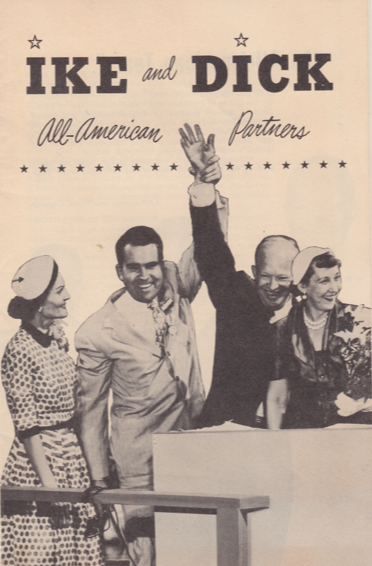
Brochure pour la campagne d'Eisenhower et de Nixon en 1952.

Le général Dwight D. Eisenhower fut choisi par les républicains en 1952 pour briguer la présidence. Il n'avait aucune préférence particulière pour un candidat à la vice-présidence et les dirigeants du parti républicain se réunirent et recommandèrent le choix de Richard Nixon à Eisenhower qui accepta la proposition. La jeunesse de Nixon (il n'avait que 39 ans), ses positions contre le communisme et sa base politique en Californie, l'un des plus grands États, étaient considérés comme de très bons arguments dans la campagne. Parmi les autres candidats envisagés figuraient le sénateur Robert Taft de l'Ohio, le gouverneur Alfred Driscoll (en) du New Jersey et le sénateur Everett Dirksen de l'Illinois,. Durant la campagne, Eisenhower discourut sur ses ambitions pour le pays et laissa la campagne de dénigrement à son colistier.
À la mi-septembre, les médias rapportèrent que Nixon avait une caisse noire financée par ses bailleurs de fonds pour rembourser ses dépenses politiques. Une telle caisse n'était pas illégale mais elle exposait Nixon à des accusations de possibles conflits d'intérêts. Lorsqu'Eisenhower commença à mettre la pression sur Nixon pour qu'il se retire du « ticket » présidentiel, ce dernier alla à la télévision pour s'adresser à la nation le 23 septembre 1952. Le discours, par la suite surnommé Checkers Speech, fut regardé par environ 60 millions d'Américains, la plus importante audience pour l'époque. Nixon se défendit avec passion, avançant que la caisse n'était pas secrète et que les bailleurs de fonds n'avaient reçu aucune compensation. Il se présenta comme un homme modeste et patriote. Le discours est resté célèbre car il admit avoir accepté un seul don : « un petit cocker… envoyé du Texas. Et notre petite fille [Tricia, âgée de six ans] l'a appelé Checkers ». Le discours était un chef-d'œuvre de rhétorique et il fut submergé de messages de soutien qui poussèrent Eisenhower à le garder sur le ticket républicain, qui remporta largement l'élection de novembre.
Eisenhower s'était engagé à donner des responsabilités à Nixon qui lui permettraient d'être son successeur. Nixon participa aux réunions du Cabinet et du Conseil de sécurité nationale qu'il présidait lorsqu'Eisenhower était absent. Une tournée en Extrême-Orient en 1953 accrut la popularité des États-Unis dans la région et permit à Nixon d'apprécier le potentiel industriel de la zone. Il visita Saïgon et Hanoï en Indochine française. À son retour aux États-Unis à la fin de l'année 1953, il accrut le temps consacré aux questions internationales.
Le biographe Irwin Gellman déclara à propos de sa vice-présidence :

« Eisenhower changea radicalement le rôle de son colistier en lui attribuant des fonctions cruciales à la fois dans les affaires intérieures et internationales après sa prise de fonction. Le vice-président accueillit favorablement les initiatives du président et travailla avec énergie pour accomplir les objectifs de la Maison-Blanche. Du fait de la collaboration entre les deux dirigeants, Nixon mérite le titre de « premier vice-président moderne». »

Malgré l'intense campagne de Nixon, qui lança de virulentes attaques contre les démocrates, les républicains perdirent le contrôle des deux chambres du Congrès lors des élections de 1954. Cette défaite poussa Nixon à envisager de quitter la politique à la fin de son mandat. Le 24 septembre 1955, le président Eisenhower fut victime d'une crise cardiaque et son état fut initialement jugé critique. Il fut incapable de remplir sa mission durant six semaines. Le 25e amendement de la Constitution n'existait pas encore et le vice-président n'avait aucun pouvoir formel. Pendant cette période, Nixon prit la place d'Eisenhower en présidant les réunions du Cabinet et en s'assurant que les membres du Cabinet ne profitaient pas de la situation. Selon son biographe Stephen Ambrose, il « mérita les louanges qu'il reçut pour sa conduite durant la crise… il ne fit rien pour prendre le pouvoir ».
Nixon envisagea d'accomplir un second mandat mais certains soutiens d'Eisenhower cherchaient à l'évincer. Lors d'un discours en décembre 1955, Eisenhower proposa que Nixon ne se présente pas à la vice-présidence mais soit nommé au Cabinet pour y acquérir de l'expérience avant l'élection de 1960. Nixon considérait cependant que cela détruirait sa carrière politique. Lorsqu'Eisenhower annonça sa candidature à la réélection en février 1956, il refusa de désigner un colistier avant d'avoir lui-même été désigné comme candidat du parti. Aucun républicain ne se présenta contre lui et le président annonça à la fin du mois d'avril que Nixon serait à nouveau son colistier. Les deux hommes furent réélus à une majorité confortable, bien que moins importante que quatre ans auparavant.

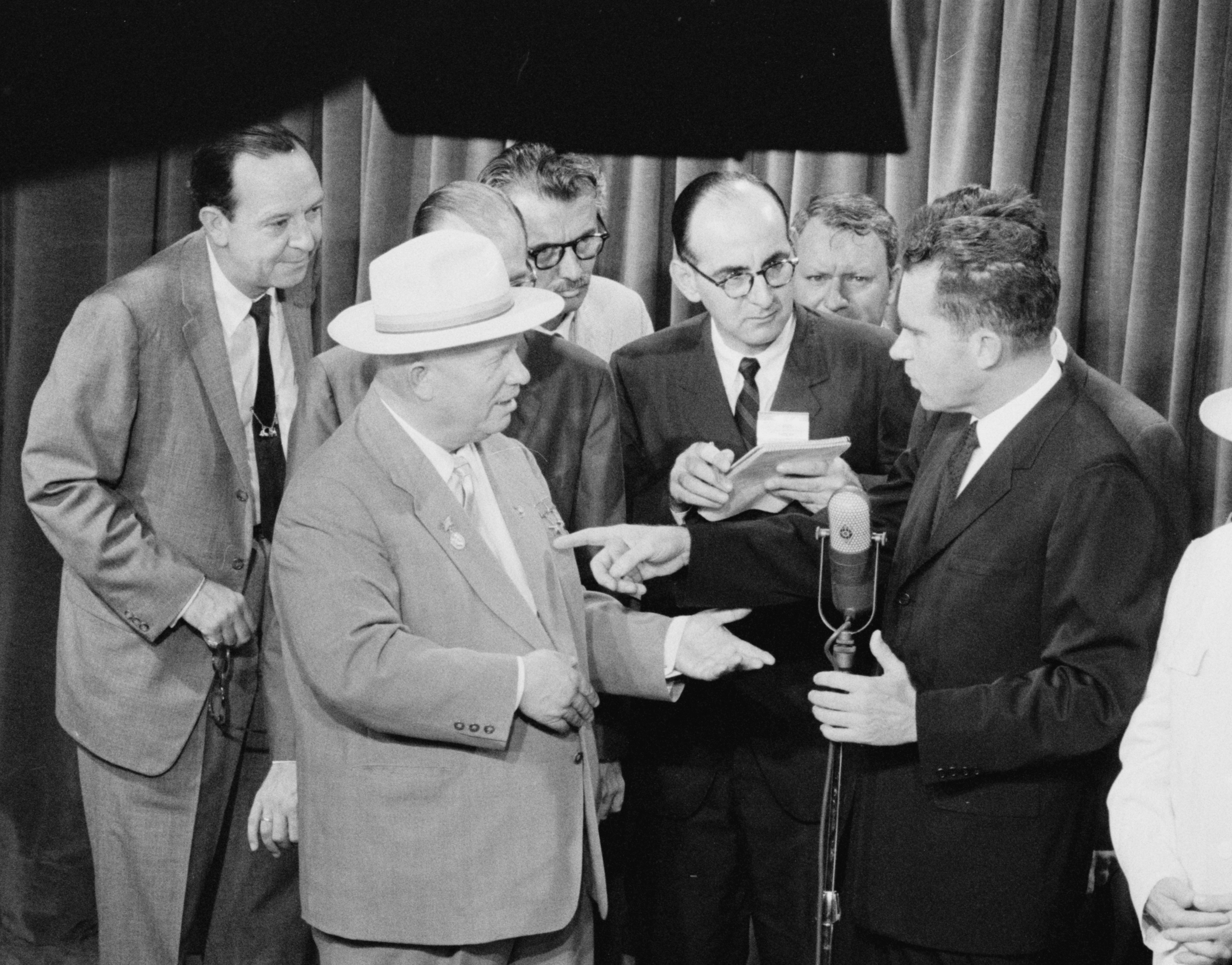
Le vice-président Nixon et le premier secrétaire soviétique Nikita Khrouchtchev débattent dans ce qui fut appelé le en le 24 juillet 1959.

Au printemps 1957, Nixon entreprit une importante tournée à l'étranger, cette fois en Afrique. À son retour, il aida à faire passer le Civil Rights Act de 1957 au Congrès. La loi fut amendée par le Sénat et les associations des droits civiques étaient divisées pour savoir si Eisenhower devait la signer. Nixon conseilla au président de signer le texte, ce qu'il fit. Le 25 novembre 1957, Eisenhower fut victime d'une nouvelle crise cardiaque mais comme  Le Vingt-cinquième amendement de la Constitution des États-Unis n’avait pas encore été proposé, le vice-président n’avait pas de pouvoir formel d’agir et Nixon donna une conférence de presse pour assurer que le Cabinet était aux commandes afin d'assurer la continuité des affaires.
Le 27 avril 1958, Richard et Pat Nixon entamèrent une tournée en Amérique du Sud. À Montevideo en Uruguay, il réalisa une visite improvisée au campus de l'université où il répondit aux questions des étudiants sur la politique étrangère américaine. Le voyage se fit sans incidents jusqu'à ce qu'il arrive à Lima au Pérou où il fut accueilli par des manifestations étudiantes. Il se rendit sur le campus et descendit de sa voiture pour affronter les étudiants et il resta jusqu'à ce qu'il soit forcé de regagner sa voiture par une pluie de projectiles. À son hôtel, une autre manifestation l'attendait et un manifestant lui cracha dessus. À Caracas au Venezuela, Nixon et son épouse furent accueillis par des manifestants anti-américains et leur limousine fut attaquée par la foule. Selon Ambrose, sa conduite courageuse conduisit « même ses plus virulents ennemis à le saluer ».
En avril 1959, alors qu'Eisenhower refuse une audience à Castro, Nixon accepte de le rencontrer avant son voyage au Québec.
En juillet 1959, le président Eisenhower envoya Nixon en Union soviétique pour l'ouverture de l'exposition américaine à Moscou. Le 24 juillet, alors qu'il visitait l'exposition avec le premier secrétaire soviétique Nikita Khrouchtchev, les deux hommes s'arrêtèrent devant un modèle de cuisine américaine et se lancèrent dans un échange impromptu sur les vertus du capitalisme et du communisme qui fut appelé le Kitchen Debate (« débat de la cuisine »).

### Élection présidentielle de 1960 et traversée du désert

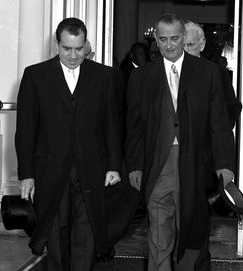
Le vice-président Nixon et le nouveau titulaire du poste Lyndon B. Johnson quittent la Maison-Blanche le matin du 20 janvier 1961 pour assister aux cérémonies d'investiture de Kennedy et de Johnson.

En 1960, Richard Nixon se lança dans sa première campagne présidentielle. Le vice-président sortant rencontra peu d'opposition durant les primaires républicaines et choisit l'ancien sénateur du Massachusetts, Henry Cabot Lodge, Jr. comme colistier. Son adversaire démocrate était John F. Kennedy et aucun ne semblait prendre l'avantage dans les sondages. Nixon fit campagne sur son expérience mais Kennedy faisait valoir son sang neuf et avançait que l'administration Eisenhower-Nixon avait permis à l'Union soviétique de prendre l'avantage sur les États-Unis dans le domaine des missiles balistiques. La télévision fit son apparition comme nouveau moyen de communication et dans le premier des quatre débats télévisés, Nixon apparut pâle, avec une barbe naissante, contrastant avec le photogénique Kennedy. La performance de Nixon dans le débat fut jugée médiocre par les téléspectateurs alors que la plupart des auditeurs qui suivirent le débat par l'intermédiaire de la radio considéraient que Nixon l'avait emporté. Kennedy remporta l'élection avec seulement 120 000 voix d'avance (0,2 % des votes) même si sa victoire au Collège électoral fut franche.
Il y eut des accusations de fraude électorale dans le Texas et l'Illinois — deux États remportés par Kennedy —, mais Nixon refusa de contester les résultats, car il considérait qu'une dispute prolongée affaiblirait le prestige et les intérêts américains dans le monde. À la fin de son mandat de vice-président en janvier 1961, Nixon et sa famille retournèrent en Californie où il reprit son activité de juriste et rédigea un livre à succès intitulé Six Crises dans lequel il revenait sur l'affaire Hiss, la crise cardiaque d'Eisenhower et l'incident de la caisse noire qui avait été résolue par son « Checkers Speech, ».

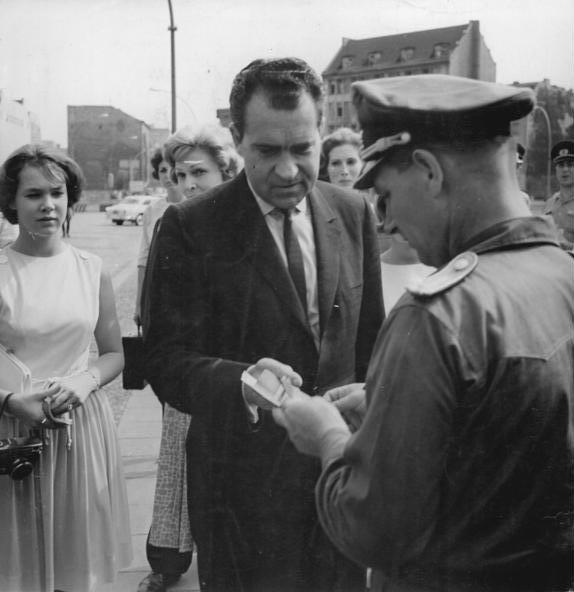
Nixon présente ses papiers à un officier est-allemand pour traverser les différents secteurs de Berlin en 1963.

Les dirigeants républicains au niveau local et national encouragèrent Nixon à se présenter face à Pat Brown pour le poste de gouverneur de Californie lors de l'élection de 1962. Malgré ses réticences initiales, Nixon entra dans la course. Sa campagne fut néanmoins affaiblie par le sentiment populaire accusant Nixon de ne voir le poste que comme un tremplin vers une autre campagne présidentielle, par l'opposition de la droite de son parti et par son propre manque d'intérêt pour la fonction. Nixon espérait qu'une campagne réussie confirmerait son statut de meneur du parti républicain et lui garantirait un rôle majeur dans les politiques nationales. Pat Brown remporta l'élection avec une avance de 5 % et la défaite fut largement considérée comme la fin de la carrière politique de Nixon. Dans un discours impromptu le matin après l'élection, il accusa les médias d'avoir favorisé son adversaire et déclara, « vous n'aurez plus de Nixon pour vous défouler, messieurs, car il s'agit de ma dernière conférence de presse ». La défaite en Californie fut soulignée par l'émission du 11 novembre 1962 du Howard K. Smith: News and Comment de la chaîne ABC intitulée La nécrologie politique de Richard M. Nixon. Alger Hiss apparut dans le programme et de nombreux membres du public se plaignirent qu'il était inconvenant d'autoriser un repris de justice à attaquer l'ancien vice-président. La colère poussa à l'annulation de l'émission quelques mois plus tard et l'opinion publique prit fait et cause pour Nixon.

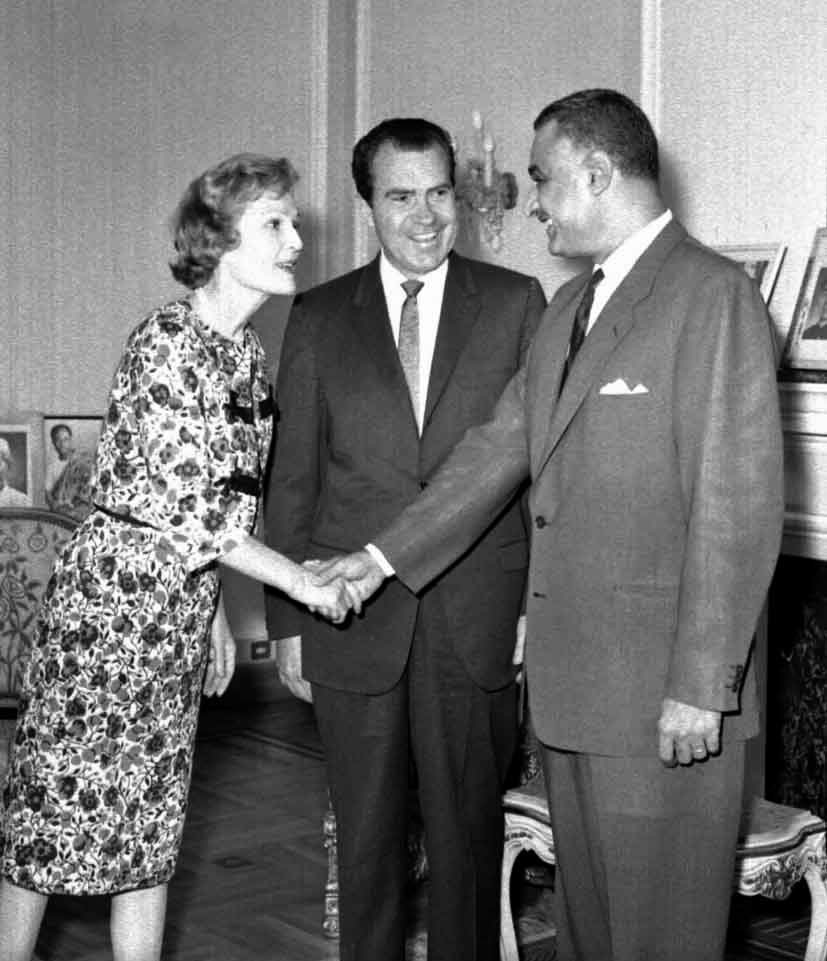
Richard et Pat Nixon rencontrant le président égyptien, Gamal Abdel Nasser (Le Caire, septembre 1963).

La famille Nixon se rendit en Europe en 1963 où Nixon donna des conférences de presse et rencontra les dirigeants des pays visités. La famille s'installa à New York et Nixon devint un des principaux associés du cabinet d'avocat Nixon, Mudge, Rose, Guthrie & Alexander. Nixon avait promis, lors de l'annonce de sa campagne en Californie, qu'il ne serait pas candidat pour l'élection présidentielle de 1964 ; même s'il ne l'avait pas fait, il considérait qu'il serait difficile de battre Kennedy, ou après son assassinat, son successeur Lyndon B. Johnson. En 1964, il soutint la nomination du sénateur de l'Arizona, Barry Goldwater, pour briguer la présidence ; lorsque ce dernier fut choisi, Nixon présenta le candidat lors de la convention. Bien que Goldwater eût peu de chances de gagner, Nixon fit loyalement campagne pour lui. L'élection de 1964 fut un désastre pour les républicains ; la large défaite de Goldwater à la présidence fut accompagnée de défaites tout aussi lourdes au Congrès et dans les différents États.

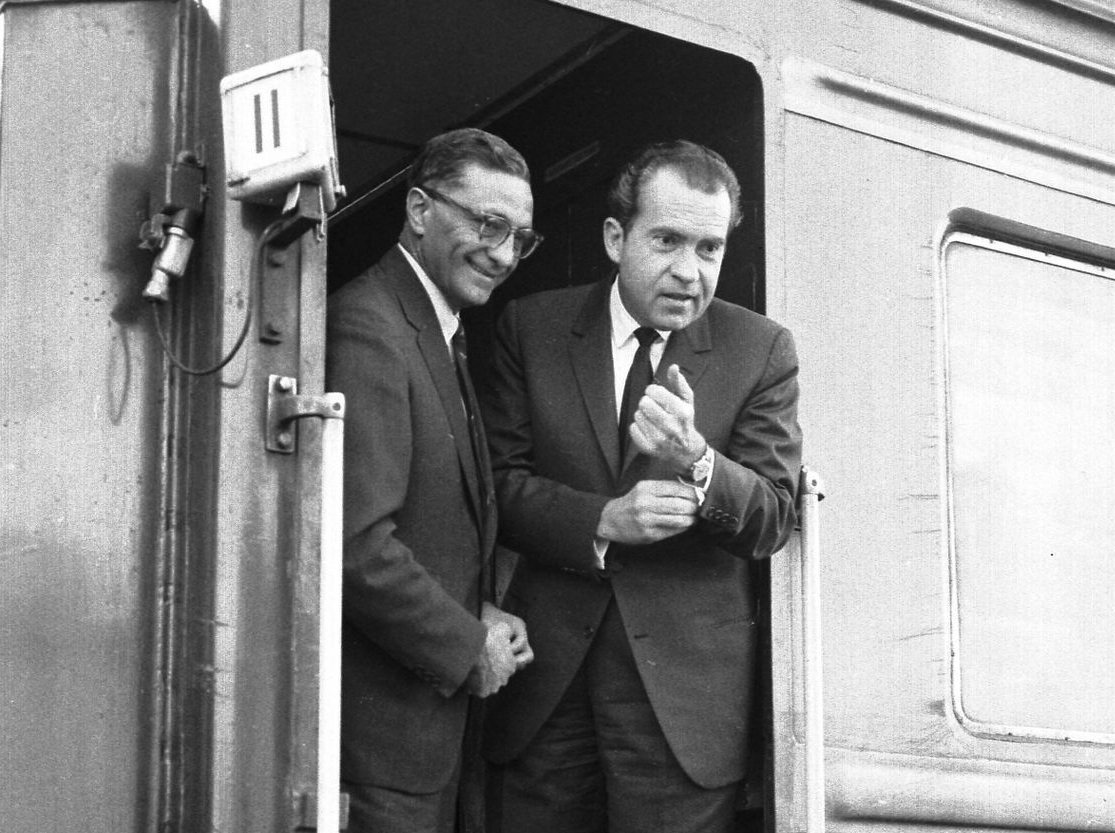
Nixon en train à Lahti, Finlande, se rendant à Moscou en 1965.

Nixon fut l'un des rares républicains à ne pas avoir été tenu responsable des résultats désastreux de ces élections et il chercha à exploiter cette situation lors des législatives de 1966. Il fit campagne pour de nombreux républicains cherchant à récupérer leur poste après le raz-de-marée démocrate et il fut crédité de plusieurs victoires dans ces élections de mi-mandat.

### Élection présidentielle de 1968
À la fin de l'année 1967, Richard Nixon déclara à sa famille qu'il envisageait de se présenter une nouvelle fois à la présidence. Bien que Pat n'appréciât pas toujours la vie publique (elle avait par exemple été embarrassée par la publication des revenus modestes de leur ménage lors du Checkers Speech), elle soutenait les ambitions de son mari. Nixon considérait que comme les démocrates étaient divisés sur la question de la guerre du Viêt Nam, un républicain pouvait remporter l'élection même s'il s'attendait à un score aussi serré qu'en 1960.
La période des primaires de l'année 1968 fut l'une des plus tumultueuses de l'histoire américaine car elle commença au moment de l'offensive du Têt en janvier, fut suivie par le retrait du président Johnson après ses mauvais résultats lors de la primaire du New Hampshire en mars et se termina par l'assassinat de l'un des candidats démocrates, le sénateur Robert F. Kennedy, juste après sa victoire lors des primaires en Californie. Du côté républicain, le principal adversaire de Nixon était le gouverneur du Michigan, George W. Romney, mais le gouverneur de l'État de New York, Nelson Rockefeller, et le gouverneur de Californie, Ronald Reagan étaient tous deux des candidats sérieux. Nixon fut néanmoins désigné dès le premier tour. Il choisit le gouverneur du Maryland, Spiro Agnew, comme colistier car il considérait que ce choix permettrait d'unir le parti en satisfaisant les républicains modérés et les sudistes déçus par les démocrates.

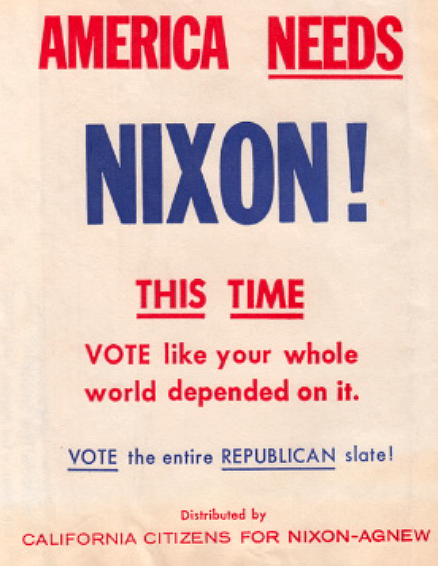
Sac poubelle distribué par l'équipe de campagne de Nixon en Californie en 1968.

L'adversaire démocrate de Nixon fut le vice-président Hubert Humphrey qui avait été nommé lors d'une convention marquée par de violentes manifestations contre la guerre. Tout au long de la campagne, Nixon se présenta comme un modèle de stabilité dans une période d'agitation et de contestations au niveau national. Il fit appel à ce qu'il désigna plus tard comme une « majorité silencieuse » des Américains sociaux-conservateurs qui rejetaient la contre-culture hippie et l'opposition à la guerre du Viêt Nam. Agnew devint un influent détracteur de ces groupes et permit à Nixon de renforcer sa position sur la droite de son parti.
Nixon mena une importante campagne de publicité télévisée où il rencontrait ses partisans devant les caméras. Il mit l'accent sur le taux de criminalité trop élevé et attaqua les Démocrates sur leur manque d'intérêt supposé pour la supériorité nucléaire américaine. Nixon promit une « paix honorable » au Viêt Nam et proclama qu'« une nouvelle direction mettrait fin à la guerre et gagnerait la paix dans le Pacifique ». Il n'expliqua pas précisément comment il espérait terminer la guerre, ce qui poussa les médias à supposer qu'il avait un « plan secret ».
Les émissaires de Johnson espéraient obtenir la signature d'une trêve avant l'élection. Nixon recevait des comptes rendus détaillés des négociations grâce à Henry Kissinger, alors conseiller du négociateur américain William A. Harriman, et son équipe de campagne avait des contacts réguliers avec Anna Chennault à Saïgon. Cette dernière, sur demande de Nixon conseilla au président du Viêt Nam du Sud, Nguyễn Văn Thiệu, de ne pas se rendre aux discussions organisées à Paris en avançant que Nixon lui offrirait des conditions plus favorables. Johnson savait ce qui se passait car Chennault et l'ambassadeur sud-Viêtnamien à Washington étaient mis sous écoute et il fut ulcéré par ce qu'il considérait comme une tentative de Nixon pour saper la politique étrangère américaine. Il ne pouvait cependant pas rendre publique cette information obtenue illégalement, mais informa Humphrey qui choisit de ne pas l'utiliser.
Lors de la triangulaire entre Nixon, Humphrey et le gouverneur de l'Alabama, George Wallace se présentant en indépendant, Nixon arriva en tête avec 511 944 voix d'avance (0,7 % des votes) soit 43,6 % des suffrages et remporta 301 votes de grands électeurs contre 191 pour Humphrey et 46 pour Wallace,. Dans son discours de victoire, Nixon promit que son administration essaierait de « rassembler la nation divisée ». Il déclara : « J'ai reçu un message bienveillant de la part du vice-président me félicitant pour mon élection. Je l'ai remercié pour ce geste élégant et courageux. Je lui ai également dit que je savais exactement ce qu'il ressentait. Je sais ce que cela fait de perdre de justesse ».

## Présidence des États-Unis

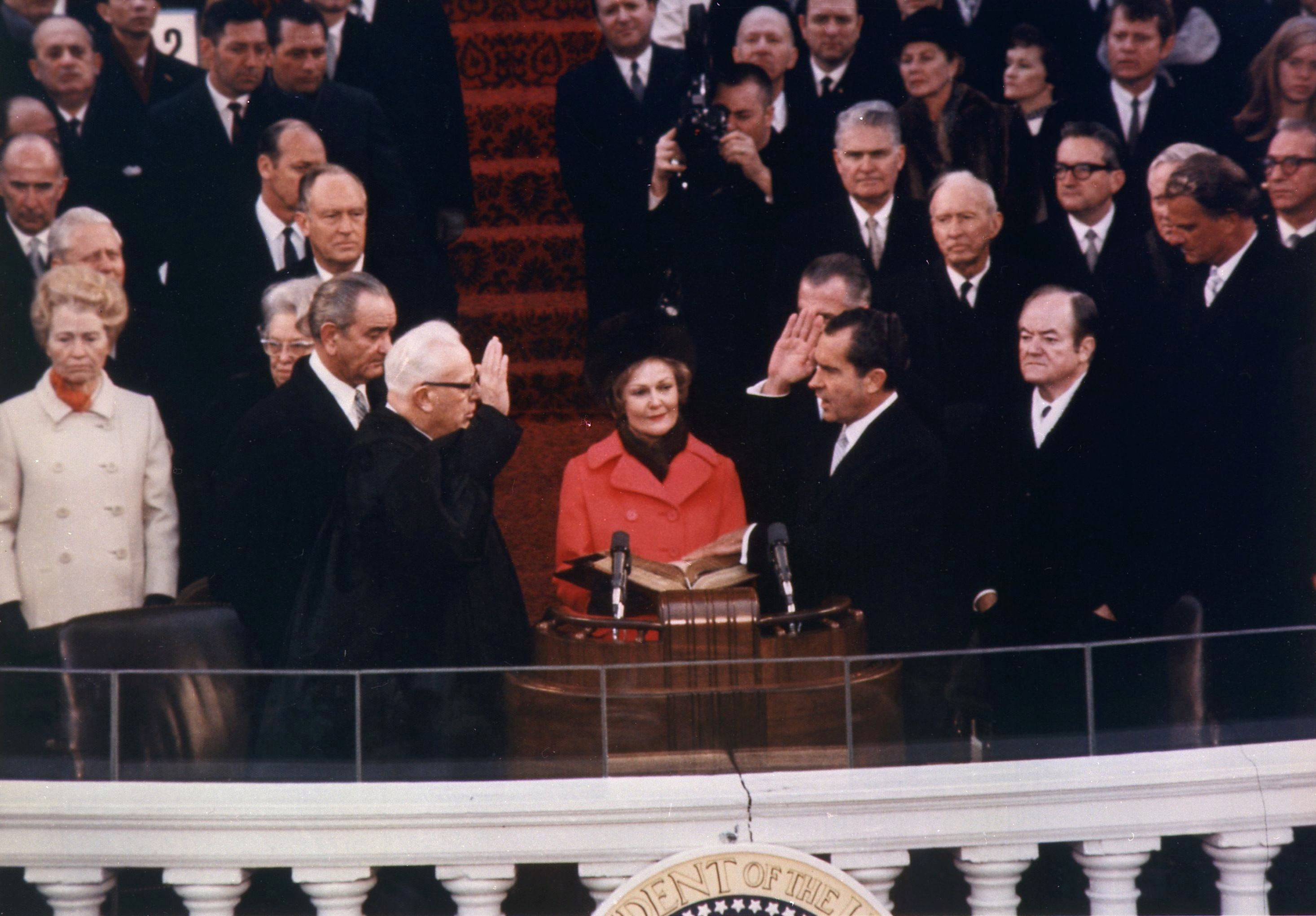
Investiture de Nixon le 20 janvier 1969.

Richard Nixon fut investi en tant que 37e président des États-Unis le 20 janvier 1969 et il prêta serment avec son ancien rival politique, le juge en chef Earl Warren. Pat Nixon ouvrit les bibles de la famille au livre d'Ésaïe 2,4 qui indiquait « Ils forgeront leurs épées en socs de charrue ; et leurs lances en serpes ». Dans son discours d'investiture qui fut unanimement salué, Nixon remarqua que « le plus grand honneur que l'histoire peut conférer est le titre de pacificateur », une phrase qui fut par la suite gravée sur sa pierre tombale. Il appela à transformer les politiques partisanes en une nouvelle ère d'unité :

« Dans ces temps difficiles, l'Amérique a souffert d'une fièvre de paroles ; des rhétoriques prétentieuses qui promettent plus que ce qui est possible ; des rhétoriques enflammées qui transforment le mécontentement en haine ; des rhétoriques pompeuses élégantes mais vides. Nous ne pourrons apprendre l'un de l'autre que quand nous arrêterons de nous invectiver, quand nous parlerons suffisamment calmement pour que nos mots soient entendus aussi bien que nos voix. »

### Politique étrangère

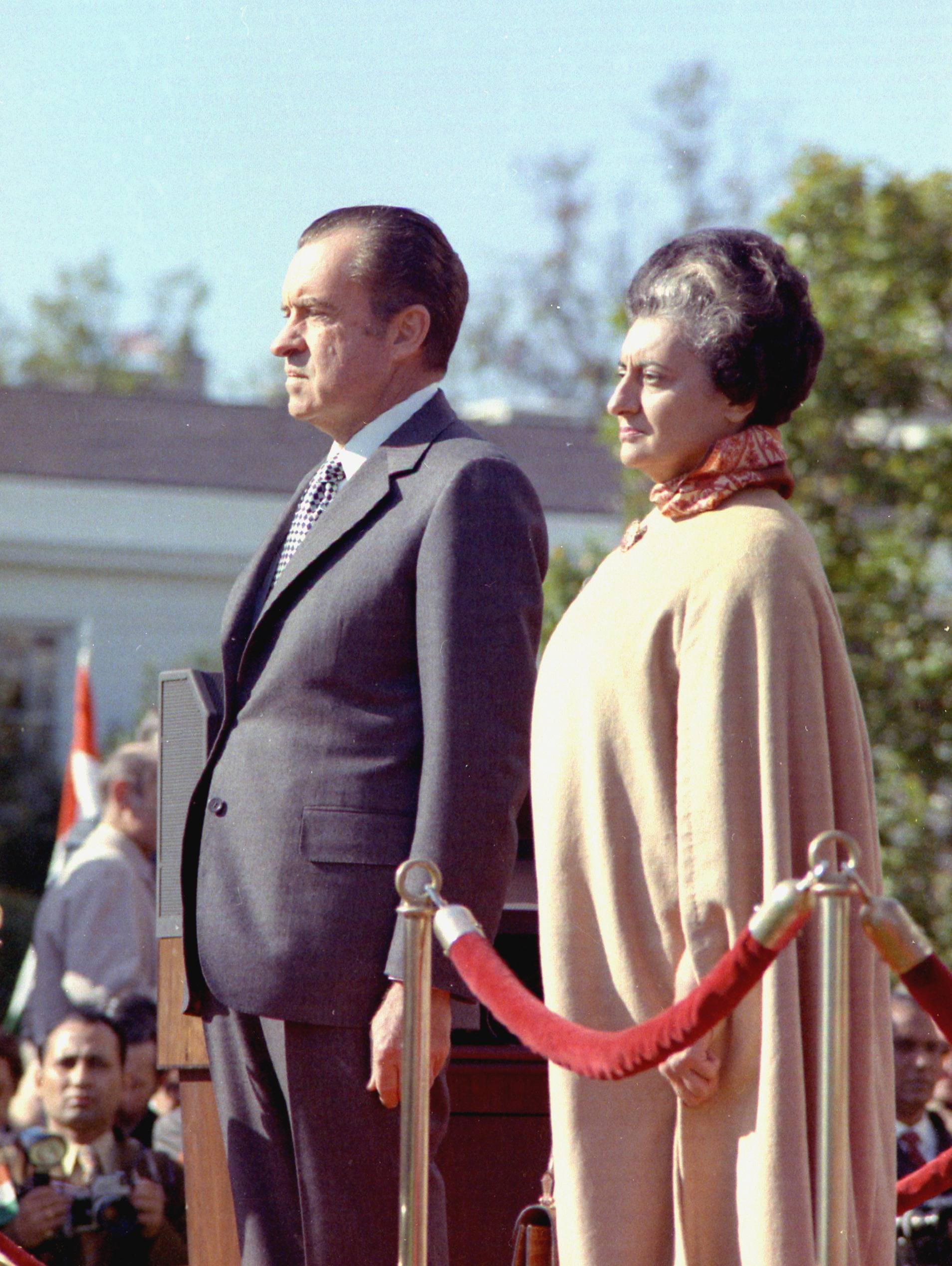
Richard Nixon avec Indira Gandhi (1971).

Conscient des limites d'une politique étrangère devenue rigide, militariste et très coûteuse, Nixon développe une approche plus pragmatique visant à la normaliser, quitte à renoncer à un certain nombre de positions désormais jugées secondaires : il s'agit de la base de la « doctrine Nixon », définie dès juillet 1969 avec son conseiller spécial (et futur secrétaire d’État) Henry Kissinger. Ce pragmatisme — non dénué de cynisme à l'occasion — permit d'aller vers une détente notable à l'échelle internationale, mais n'empêcha pas toujours le développement d'une rhétorique franchement belliciste lorsque la fermeté des positions américaines devait se faire bien sentir.

#### Chine

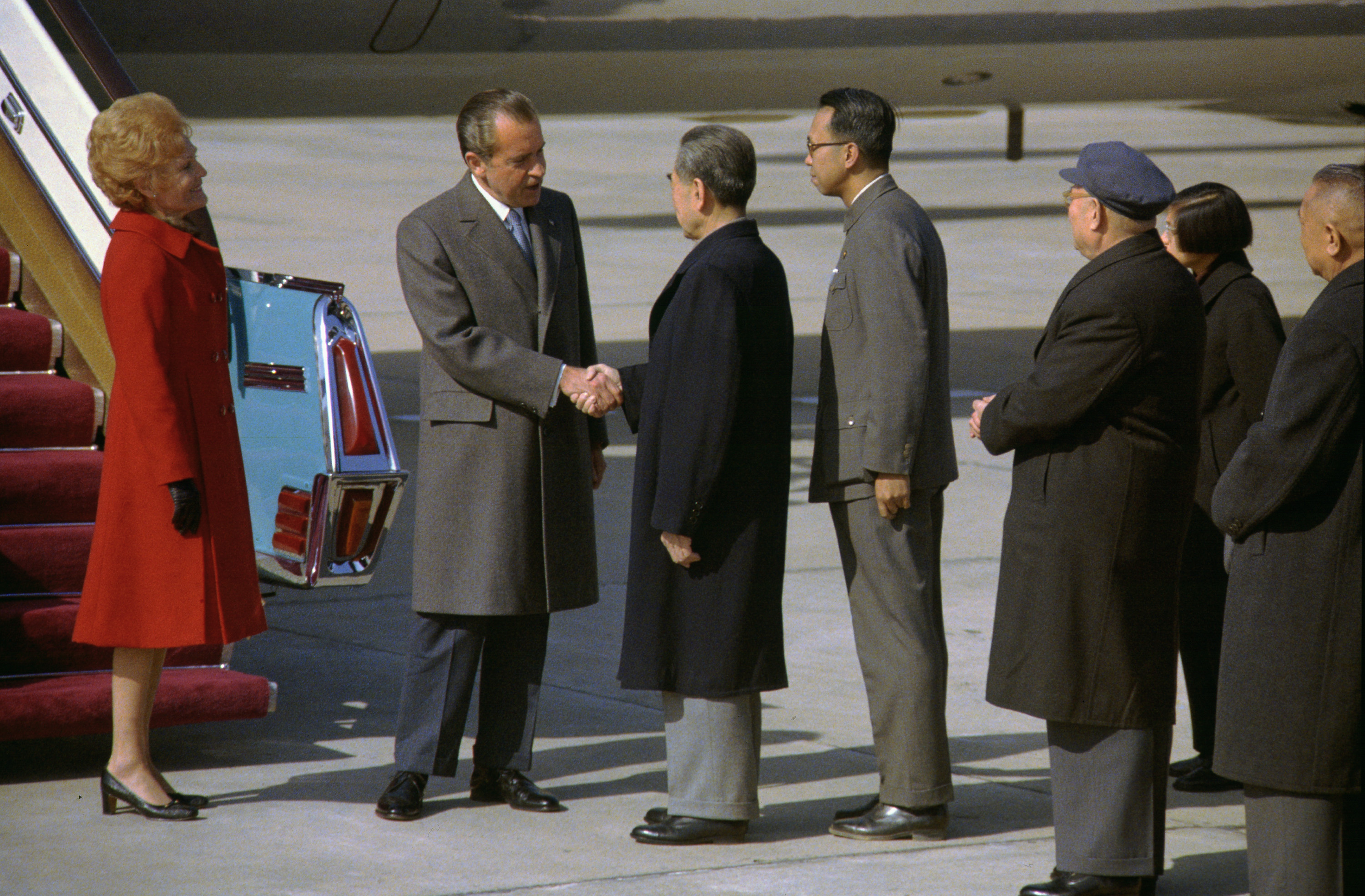
Le président Nixon serrant la main du Premier ministre Zhou Enlai à son arrivée à Pékin.

Nixon posa les bases de son ouverture avec la Chine avant même son accession à la présidence en écrivant dans le journal Foreign Affairs un an avant son élection : « Il n'y a pas de place sur cette petite planète pour laisser un milliard de ses potentiels habitants les plus compétents dans un isolement forcé ». Kissinger, avec qui le président travaillait étroitement en court-circuitant le Cabinet, joua également un rôle dans cette ouverture. Les relations entre l'Union soviétique et la Chine étant au plus bas du fait d'un conflit frontalier en 1969, Nixon indiqua secrètement aux Chinois qu'il désirait des relations plus apaisées. Une opportunité arriva au début de l'année 1971 lorsque Mao Zedong invita une équipe de pongistes américains à visiter la Chine et à jouer contre les meilleurs joueurs chinois. Nixon en profita pour envoyer Kissinger en Chine afin qu'il rencontre secrètement les officiels chinois. Le 15 juillet 1971, il fut simultanément annoncé par Pékin et Washington (à la télévision et à la radio) que le président visiterait la Chine en février 1972. L'annonce surprit le monde entier du fait de l'anti-communisme du président américain. Le secret permit aux deux camps de préparer le climat politique dans leurs pays respectifs.
En février 1972, Nixon et son épouse se rendirent en Chine. Kissinger donna des instructions à Nixon durant près de 40 heures en préparation de la rencontre. À l'atterrissage, le président et la première dame sortirent d'Air Force One et furent accueillis par le Premier ministre Zhou Enlai. Nixon mit un point d'honneur à serrer la main de Zhou, une chose que le secrétaire d'État John Foster Dulles avait refusé de faire en 1954 lorsque les deux hommes s'étaient rencontrés à Genève. Plus d'une centaine de journalistes de la télévision accompagnaient le président. Nixon voulait en effet que la télévision fût favorisée par rapport aux journaux car il considérait que ce moyen de communication permettrait une meilleure retranscription de sa visite. Cela lui donna également l'occasion de rabaisser les journalistes de la presse écrite qu'il méprisait.

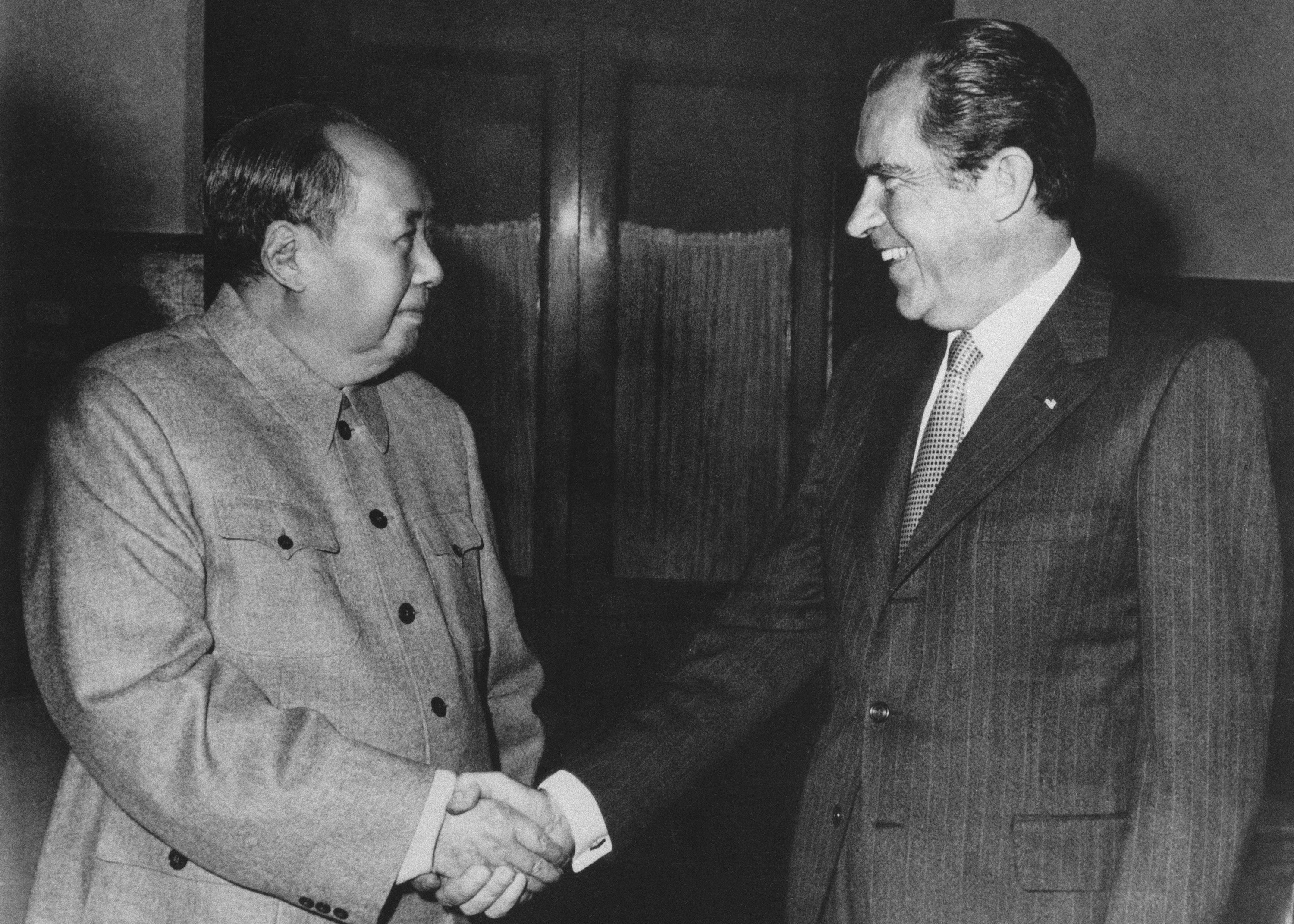
Le président Nixon rencontre le président du parti communiste chinois Mao Zedong en 1972.

Nixon et Kissinger rencontrèrent Mao et Zhou durant une heure dans la résidence privée officielle de Mao et ils discutèrent de nombreux sujets. Mao déclara plus tard à son médecin qu'il avait été impressionné par Nixon qu'il considérait comme franc et direct à la différence des gauchistes et des Soviétiques. Il indiqua par contre qu'il se méfiait de Kissinger, même si le conseiller à la sécurité nationale qualifia cette réunion de sa « rencontre avec l'histoire ». Un dîner officiel fut organisé dans la soirée en l'honneur du président dans le palais de l'Assemblée du peuple. Le lendemain, Nixon échangea à nouveau avec Zhou et le communiqué conjoint reconnaissait Taïwan comme une partie intégrante de la Chine et envisageait une solution pacifique au problème de la réunification. Le président américain profita également de sa visite pour se rendre sur des sites historiques comme la Cité interdite, les tombeaux des Ming et la Grande Muraille. Les Américains découvrirent la vie en Chine pour la première fois par l'intermédiaire des caméras accompagnant Pat Nixon qui se rendit dans des écoles, des usines et des hôpitaux de la région de Pékin.
La visite enclencha une nouvelle ère dans les relations sino-américaines. Craignant la possibilité d'une alliance entre la Chine et les États-Unis, l'Union soviétique relâcha la pression et cela contribua à renforcer la Détente.

#### Guerre du Viêt Nam
Lorsque Nixon prit ses fonctions, environ 300 soldats américains mouraient chaque semaine au Viêt Nam et la guerre était très impopulaire aux États-Unis où de violentes manifestations exigeaient la fin du conflit. L'administration Johnson avait accepté de cesser les bombardements en échange d'ouvertures de négociations sans conditions préalables mais cet accord n'entra jamais en vigueur. Nixon cherchait un moyen de retirer les forces américaines tout en protégeant le Sud-Viêt Nam des attaques du Nord. Selon l'historien Walter Isaacson, peu après son accession à la présidence, Nixon avait conclu que la guerre ne pouvait être gagnée et était déterminé à y mettre fin le plus rapidement possible. Ce constat n'empêcha pas le président de renforcer encore le corps expéditionnaire américain déployé au Vietnam qui atteignit 550 000 hommes en avril 1969. À l'inverse, son biographe Conrad Black avance que Nixon croyait sincèrement qu'il pouvait forcer le Nord-Viêt Nam à céder via la « théorie du fou ». Il considérait qu'il pourrait parvenir à un accord permettant le retrait des forces américaines tout en protégeant l'indépendance du Sud-Viêt Nam.

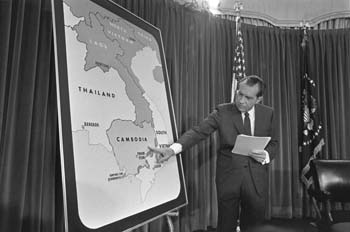
Nixon s'adressant à la nation concernant les bombardements au Cambodge, le 30 avril 1970.

Nixon approuva en mars 1969 une campagne secrète de bombardement des positions du Nord-Viêt Nam au Cambodge (opération Menu) afin de détruire ce qui était considéré comme les quartiers-généraux du Vietcong. Cette tactique était déjà appliquée sous l'administration Johnson et on estime que les Américains ont largué plus de bombes sur le Cambodge pendant la guerre du Viêt Nam que n'en ont utilisé les Alliés durant la Seconde Guerre mondiale. Au milieu de l'année 1969, Nixon entama des négociations de paix avec les Nord-Vietnamiens et des pourparlers commencèrent à Paris. Ces discussions préalables ne débouchèrent cependant pas sur un accord. En juillet 1969, Nixon visita le Sud-Viêt Nam où il rencontra les commandants américains et le président Nguyễn Văn Thiệu. Face aux protestations demandant un retrait immédiat, il mit en place une stratégie visant à remplacer les soldats américains par des troupes vietnamiennes, stratégie qui fut appelée « Viêt Namisation » du conflit. Il organisa rapidement un retrait progressif des troupes américaines mais autorisa des incursions au Laos en partie pour fermer la piste Hô Chi Minh qui ravitaillait le Vietcong à travers le Laos et le Cambodge. En mars 1970 le renversement du roi Norodom Sihanouk par le général Lon Nol donna à Nixon l'occasion d'intervenir directement au Cambodge. Alors que des manifestations étaient organisées à Washington contre cette intervention, Nixon rencontra les manifestants de manière improvisée le matin du 9 mai devant le Lincoln Memorial,,. Les promesses de campagne de Nixon visant à mettre un terme à la guerre contrastaient avec l'accroissement de la campagne de bombardement et cela entraîna une baisse de sa crédibilité.
En 1971, des extraits des Pentagon Papers (« papiers du Pentagone ») fournis par Daniel Ellsberg furent publiés par le New York Times et le Washington Post. Lorsque les premières fuites commencèrent, Nixon pensait ne rien faire car ces documents concernaient principalement les mensonges de l'administration précédente sur l'implication américaine au Viêt Nam. Kissinger le persuada que ces documents étaient plus dangereux qu'il n'y paraissait et le président tenta d'empêcher leur publication. La Cour suprême se prononça finalement en faveur des journaux.
L'année 1972 s'avéra celle de tous les dangers. Le 30 mars Hanoi et le FNL, dotés d'un armement conventionnel lourd fourni par l'URSS, lancèrent une vaste offensive contre Saigon afin de bousculer la politique de vietnamisation. Le 8 avril, Washington annonça la reprise des bombardements sur la RDV stoppés le 31 octobre 1968 par le président Johnson ; le 8 mai, à deux semaines du sommet de Moscou, Nixon alla plus loin que son prédécesseur dans l'escalade : le minage du port d'Haïphong dans le but d'interrompre l'arrivée de matériel soviétique. Conformément à ses prévisions le Kremlin n'annula ni ne reporta la rencontre, au contraire de ce qu'avaient prédit de nombreux observateurs.
Alors que le retrait des troupes américaines se poursuivait, la conscription fut réduite et s'acheva en 1973. Après des années de combats, les accords de paix de Paris furent signés en janvier 1973. L'accord prévoyait un cessez-le-feu et autorisait le retrait des derniers soldats américains ; il n'imposait cependant pas le retrait des 160 000 soldats de l'Armée populaire vietnamienne se trouvant au sud. La trêve ne dura que deux ans et les forces nord-vietnamiennes reprirent l'offensive en mars 1975. Privé du soutien américain, le Sud-Viêt Nam s'effondra et la capitale Saïgon tomba le 30 avril.

#### Amérique latine

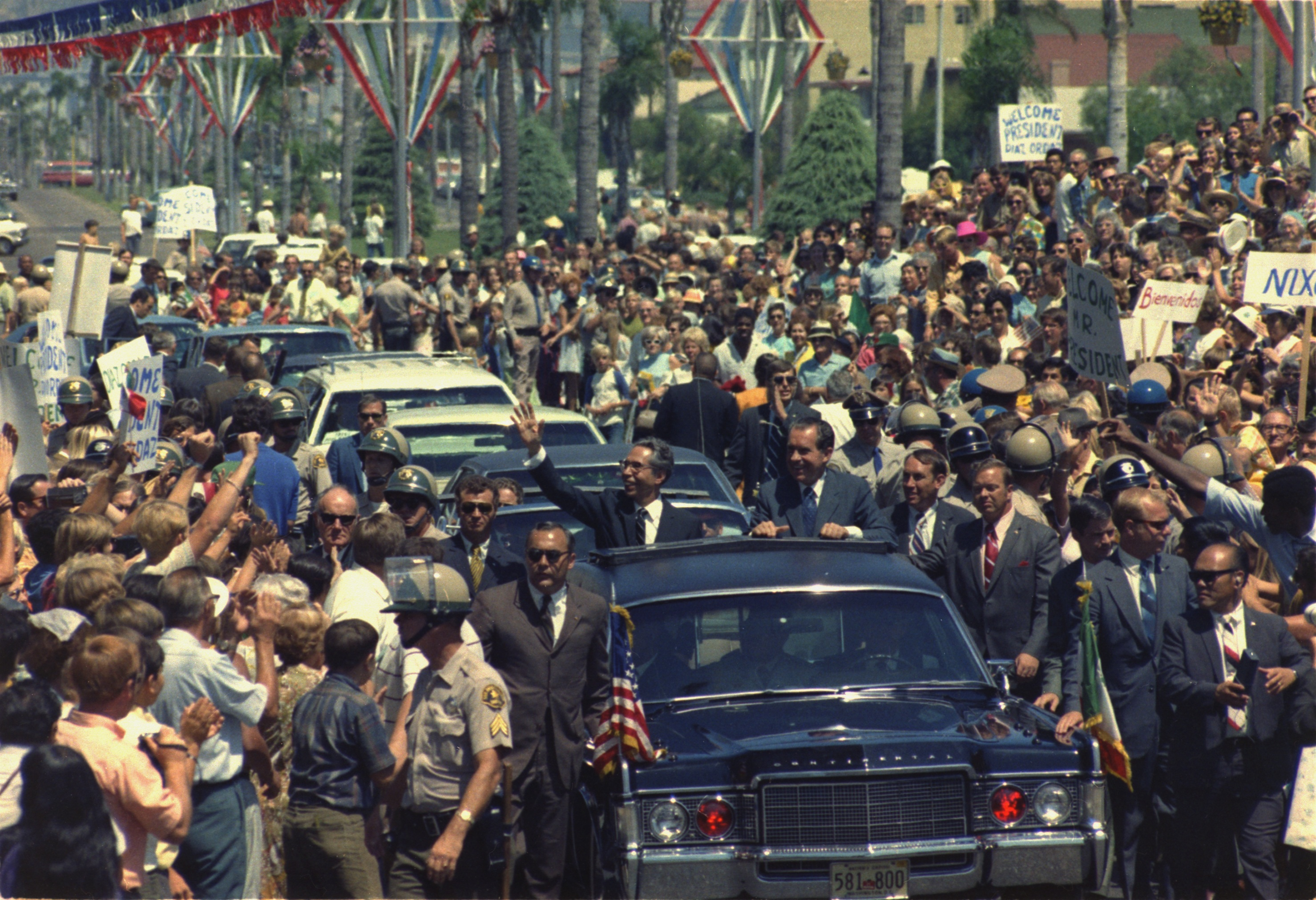
Nixon et le président mexicain Gustavo Díaz Ordaz à San Diego en Californie en septembre 1970.

Nixon avait fermement soutenu Kennedy lors du débarquement de la baie des Cochons en 1961 et de la crise des missiles de Cuba en 1962 ; à sa prise de fonction il intensifie les opérations secrètes contre Cuba et son président Fidel Castro. Il maintient d'étroites relations avec la communauté cubaine en exil par l'intermédiaire de son ami, Bebe Rebozo (en). Ces activités inquiètent les Soviétiques et les Cubains qui craignent que Nixon n'attaque Cuba en violation de l'accord tacite entre Kennedy et Khrouchtchev qui avait mis fin à la crise des missiles. En août 1970, les Soviétiques demandent à Nixon de réaffirmer l'accord. Malgré sa ligne dure contre Castro, il accepte. Les discussions sont ralenties lorsque les Américains découvrent que les Soviétiques étendent leur base dans le port cubain de Cienfuegos en octobre 1970. Une confrontation limitée s'ensuit et se termine par la promesse soviétique de ne pas utiliser Cienfuegos pour accueillir des sous-marins nucléaires lanceurs d'engins. Les dernières notes diplomatiques réaffirmant l'accord de 1962 sont échangées en novembre.
Nixon n'accepte pas l'élection du socialiste Salvador Allende à la présidence du Chili en septembre 1970. Il lance une campagne d'opposition vigoureuse mais secrète à Allende et cherche à convaincre le Congrès chilien de désigner le conservateur Jorge Alessandri comme vainqueur de l'élection. Lorsque cela échoue, des opérations sous fausse bannière sont menées auprès d'officiers de l'armée chilienne pour les informer que les « États-Unis désirent… un coup d'État ». Après la prise de fonction d'Allende, les opérations clandestines américaines se poursuivent avec la publication d'articles de propagande noire dans le journal conservateur El Mercurio, l'organisation de grèves et un soutien financier aux opposants du nouveau président. Quand El Mercurio réclame davantage de fonds en septembre 1971, Nixon autorise « dans un rare exemple de microgestion d'une opération clandestine » l'octroi de 700 000 $ au journal. Après une longue période d'instabilité sociale, politique et économique, le général Augusto Pinochet prend le pouvoir lors d'un coup d'État en septembre 1973 au cours duquel Allende est tué. Au Paraguay, il appuie financièrement et diplomatiquement le régime du général Alfredo Stroessner qu'il décrit comme un « modèle de démocratie viable pour l’Amérique latine », en dépit des trois mille exécutions politiques qui lui sont imputées.

#### Bloc de l'Est et Union soviétique
Nixon s'était déjà rendu dans le bloc de l'Est en 1969, un an après l'écrasement du printemps de Prague. Il avait rendu visite à Nicolae Ceaușescu, seul dirigeant communiste qui, à l'époque, avait pris parti pour le socialisme à visage humain, et président d'un pays qui, depuis 1963, sous la présidence de Lyndon B. Johnson, avait le statut de partenaire privilégié des États-Unis grâce à Gheorghe Gaston Marin (en), vice-président du gouvernement roumain. Après l'annonce de la visite de Nixon en Chine, son administration négocia une visite équivalente en Union soviétique. Le président et la première dame arrivèrent à Moscou le 22 mai 1972 et rencontrèrent le secrétaire général du parti communiste de l'Union soviétique (en) Léonid Brejnev, le président du conseil des ministres Alexis Kossyguine et le président du Soviet suprême Nikolaï Podgorny ainsi que d'autres officiels soviétiques.

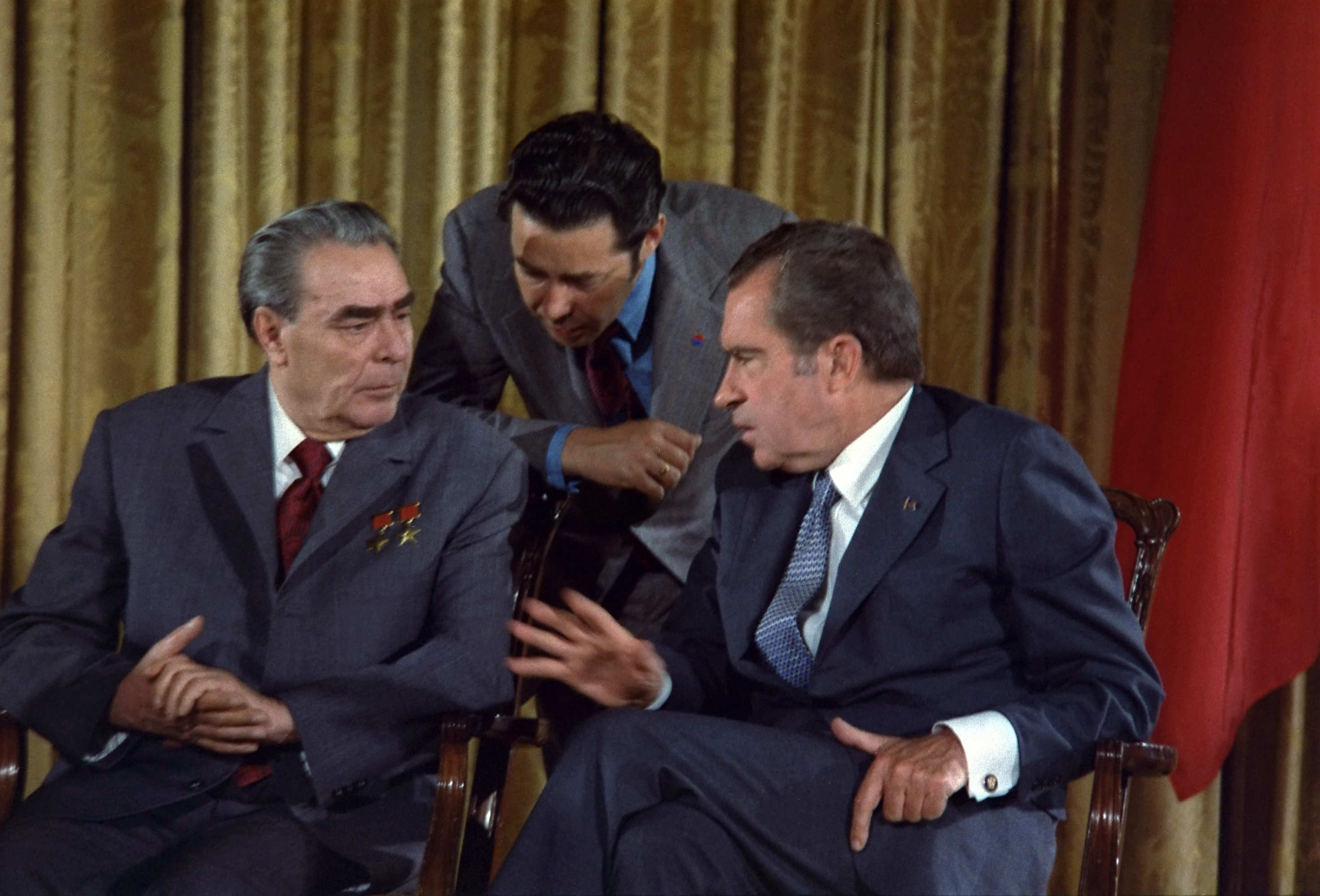
Rencontre entre Nixon et Brejnev durant la visite du dirigeant soviétique aux États-Unis en 1973.

Nixon se lança dans d'intenses négociations avec Brejnev et le sommet déboucha sur des accords pour accroître le commerce et la signature de deux traités de limitation des armements nucléaires : SALT I, le premier accord global signé par les deux superpuissances et le traité ABM qui interdisait le développement de systèmes d'interception des missiles intercontinentaux. Nixon et Brejnev proclamèrent une nouvelle ère de « coexistence pacifique » et un banquet fut organisé le soir-même au Kremlin.
Cherchant à développer de meilleures relations avec les États-Unis, la Chine et l'Union soviétique retirèrent leur soutien diplomatique au Nord-Viêt Nam et conseillèrent à Hanoï de composer,,. Nixon décrivit ensuite cette stratégie :

« J'ai longtemps cru qu'un élément indispensable de toute initiative de paix réussie au Viêt Nam était de s'assurer, si possible, l'aide des Soviétiques et des Chinois. Même si le rapprochement avec la Chine et la Détente avec l'Union soviétique étaient des fins en soi, je les ai également considérés comme des moyens de hâter la fin de la guerre. Au pire, Hanoï allait se sentir moins confiant si Washington négociait avec Moscou et Pékin. Au mieux, si les deux puissances communistes majeures décidaient qu'elles avaient d'autres chats à fouetter, Hanoï serait forcé de négocier un accord que nous pourrions accepter »

Ayant fait des progrès considérables dans les relations diplomatiques avec l'Union soviétique au cours des deux années précédentes, et après une visite de Brejnev aux États-Unis en 1973, Nixon organisa un second voyage en Union soviétique. Il arriva à Moscou le 27 juin 1974 et participa le soir à une réception au grand palais du Kremlin. Nixon et Brejnev se rencontrèrent à Yalta où ils discutèrent d'un pacte de défense mutuelle, de la Détente et des MIRVs. Tout en envisageant un accord global d'interdiction des essais nucléaires, Nixon sentit qu'il n'aurait pas le temps de le mettre en place durant sa présidence. Il n'y eut pas de percées importantes lors de ces négociations. Entre-temps, en janvier 1974, à son arrivée à Cuba pour un voyage officiel, il reçut un message d'amitié de Leonid Brejnev.

#### Moyen-Orient

Nixon et le président égyptien Anouar el-Sadate en juin 1974.

Dans le cadre de la doctrine Nixon, les États-Unis évitèrent tout soutien militaire direct à leurs alliés mais offrirent leur assistance financière et diplomatique pour qu'ils puissent se défendre. Ils accrurent fortement leurs ventes d'armes au Moyen-Orient, particulièrement à destination d'Israël, de l'Iran et de l'Arabie saoudite. L'administration Nixon soutenait Israël, un allié américain au Moyen-Orient, mais le soutien n'était pas inconditionnel. Nixon considérait qu'Israël devait faire la paix avec ses voisins arabes et que les États-Unis devaient encourager ce processus. Le président jugeait que, à l'exception de la crise du canal de Suez, les États-Unis n'étaient pas intervenus avec Israël. Nixon pensait toutefois qu'il devait utiliser l'importante aide militaire américaine à Israël pour amener les deux parties à négocier. Cependant, le conflit israélo-arabe n'était pas le centre d'attention principal de Nixon durant son premier mandat car il considérait que, quoi qu'il fît, les Juifs américains ne soutiendraient pas sa réélection,.
Lorsqu'une coalition arabe menée par l'Égypte et la Syrie attaqua en octobre 1973, déclenchant ainsi la guerre du Kippour, Israël fut initialement débordé. Les États-Unis ne prirent aucune initiative durant plusieurs jours, jusqu'à ce que Nixon autorise un soutien logistique à Israël via un pont aérien. Lorsque les États-Unis et l'URSS parvinrent à obtenir un cessez-le-feu, les forces israéliennes avaient profondément progressé dans les territoires ennemis. La guerre entraîna le premier choc pétrolier car les pays arabes refusèrent de vendre du pétrole aux États-Unis en représailles à son soutien à Israël. L'embargo entraîna des pénuries d'essence et un rationnement aux États-Unis à la fin de l'année 1973 et fut finalement levé par les pays producteurs de pétrole lors du retour au calme. Kissinger joua un rôle important dans l'accord et fut capable de rétablir des relations diplomatiques avec l'Égypte pour la première fois depuis 1967 ; Nixon réalisa l'un de ses derniers voyages présidentiels dans ce pays en juin 1974.

### Politique intérieure

#### Économie

Nixon dans le Bureau ovale en juin 1972.

Lorsque Nixon accéda à la présidence en 1969, l'inflation était de 4,7 %, le taux le plus élevé depuis la guerre de Corée tandis que la Grande société de Johnson et la guerre du Viêt Nam creusaient largement les déficits. Le taux de chômage était faible mais les taux d'intérêt étaient les plus élevés depuis un siècle. Le principal objectif économique de Nixon était la réduction de l'inflation ; le moyen le plus efficace pour parvenir à cela était de mettre fin à la guerre. Cela ne pouvait cependant pas se faire immédiatement et l'économie américaine continua de stagner au cours de l'année 1970, ce qui contribua aux mauvais résultats des républicains lors des élections de mi-mandat (les démocrates contrôlèrent les deux chambres du Congrès tout au long de la présidence de Nixon). Dans son étude de 2011 sur les politiques économiques de Nixon, l'économiste politique Nigel Bowles avança qu'il fit peu pour modifier les orientations impulsées par Johnson durant la première année de son mandat.
Nixon était beaucoup plus intéressé par les affaires étrangères que par la politique intérieure, mais il considérait que les électeurs se concentraient davantage sur leur propre situation financière personnelle et que les conditions économiques pouvaient donc constituer une menace pour sa réélection. Dans sa vision d'un « Nouveau Fédéralisme », Nixon proposa d'accorder plus de droits aux États mais ces propositions se perdirent pour l'essentiel dans le processus législatif au Congrès. Nixon fut néanmoins félicité pour les avoir défendues. En 1970, le Congrès avait accordé au président le droit d'imposer un gel des prix et des salaires ; cependant les majorités démocrates, sachant que Nixon s'était opposé à de tels contrôles au cours de sa carrière, ne s'attendaient pas à ce qu'il usât de ce pouvoir. En août 1971, le problème de l'inflation restant irrésolu et l'année électorale approchant, Nixon convoqua une réunion de ses conseillers économiques à Camp David. Il annonça alors un contrôle temporaire des prix et des salaires et autorisa le dollar américain à flotter par rapport aux autres monnaies, mettant ainsi fin à la convertibilité du dollar en or. Bowles remarqua qu'« en s'identifiant lui-même à une politique dont l'objectif était la baisse de l'inflation, Nixon rendit difficiles les critiques des démocrates. Ses adversaires ne pouvaient offrir aucune alternative crédible car celles qu'ils privilégiaient étaient celles qu'ils avaient conçues mais que le président s'était appropriées ». Les politiques de Nixon réduisirent l'inflation en 1972 mais leurs effets secondaires contribuèrent à l'inflation durant son second mandat et sous l'administration Ford.
Au retour de l'inflation après sa réélection, Nixon réimposa un contrôle des prix en juin 1973. Cette politique devint impopulaire auprès du public et des hommes d'affaires qui préféraient les puissants syndicats à la bureaucratie de contrôle des prix[pas clair]. Le contrôle entraîna des pénuries alimentaires car la viande disparut de certains magasins et certains fermiers préférèrent noyer leurs poulets plutôt que de les vendre à perte. Même s'ils ne permirent pas de juguler l'inflation, les contrôles ne furent que lentement réduits et se terminèrent le 30 avril 1974.

#### Initiatives gouvernementales
Nixon défendit l'idée d'un « nouveau fédéralisme » qui permettrait une dévolution du pouvoir du gouvernement fédéral vers les États et les gouvernements locaux mais le Congrès était hostile à ces idées et peu d'entre elles furent appliquées. En 1971, Nixon remplaça le département des Postes rattaché au Cabinet par le United States Postal Service, une agence indépendante du gouvernement.

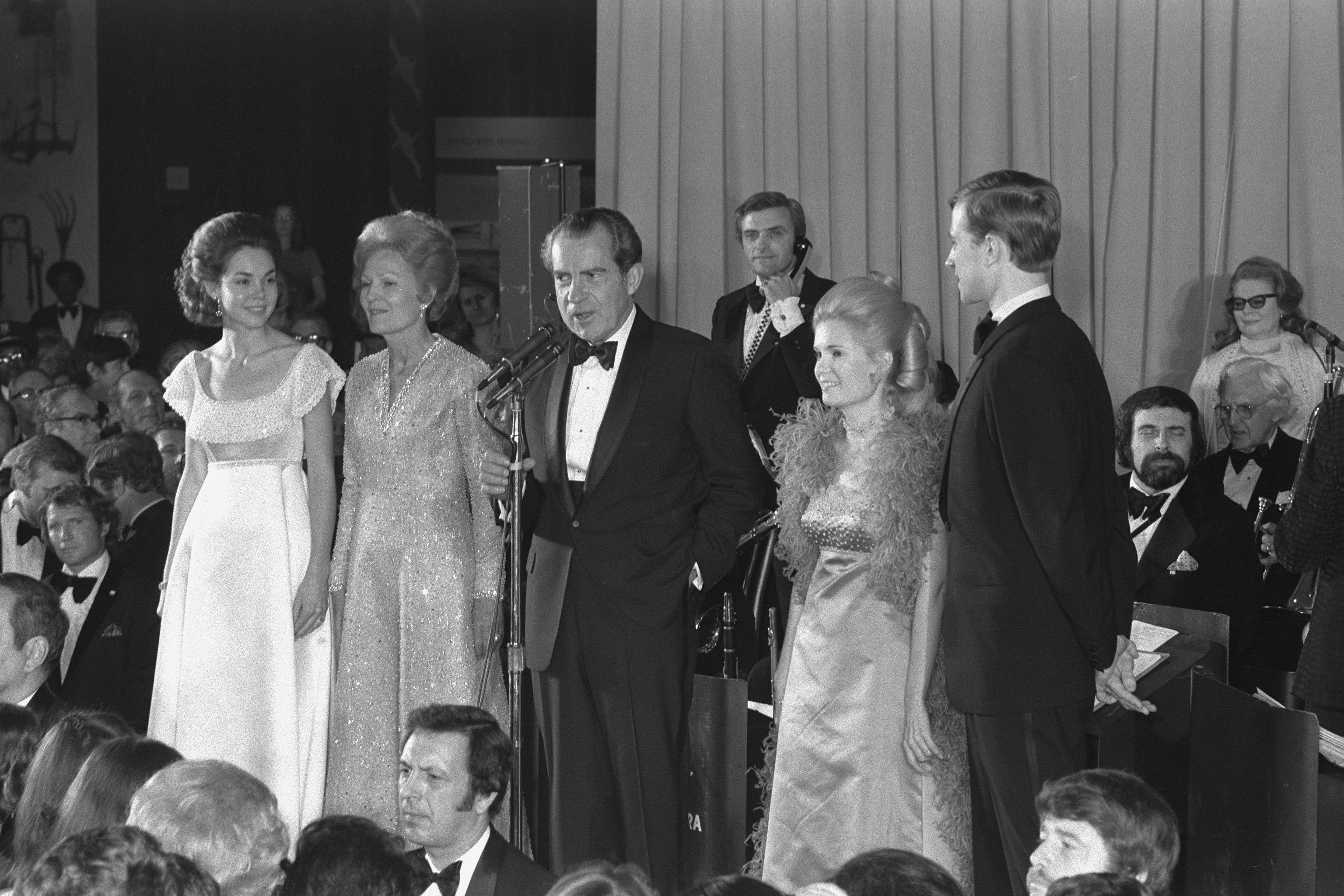
La famille Nixon lors du bal d'investiture de 1973 avec de gauche à droite, Julie, Pat, Richard, Tricia et son époux Edward Cox.

Nixon se convertit tardivement au concept de conservation de la Nature. L'environnement n'avait pas été une question importante lors des élections de 1968 et les candidats étaient rarement interrogés à ce sujet. Il vit que le premier Jour de la Terre en avril 1970 présageait d'une vague d'intérêt de la part des électeurs et il chercha à exploiter cette situation ; en juin, il annonça la création de l'Environmental Protection Agency (EPA). Nixon ouvrit la voie en parlant de ses politiques environnementales lors de son discours sur l'état de l'Union ; parmi les autres initiatives soutenues par Nixon figuraient le Clean Air Act de 1970 et la création de l'Occupational Safety and Health Administration (OSHA) ; le National Environmental Policy Act imposa des études d'impact environnementales pour de nombreux projets fédéraux. Nixon mit son veto au Clean Water Act de 1972 sur la base non pas des objectifs de la législation mais sur son coût qu'il jugeait excessif. Le Congrès annula son veto mais Nixon bloqua les fonds nécessaires à son application.

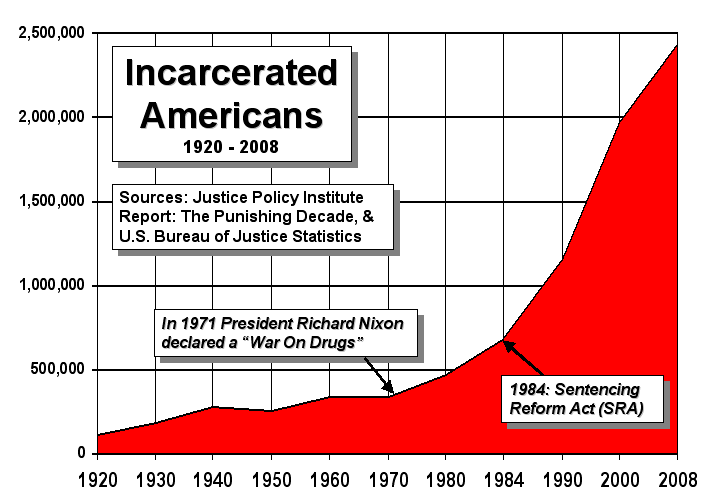
Nombre de prisonniers aux États-Unis entre 1920 et 2008.

En 1971, le sénateur Edward Kennedy du Massachusetts proposa une législation offrant une couverture médicale universelle gérée par le gouvernement en réponse à la hausse importante des dépenses de santé à la fois dans le public et dans le privé. En réponse, Nixon présenta un plan fournissant une assurance maladie privée pour les familles les plus pauvres et obligeant les employeurs à offrir une couverture à tous leurs employés. Comme cela aurait laissé environ 40 millions de personnes sans protection, Kennedy et les autres démocrates refusèrent de soutenir Nixon et son plan échoua, bien que sa proposition d'aide à l'accession à la protection médicale ait été votée en 1973.
S'inquiétant de l'accroissement de la consommation de drogues et de l'addiction de nombreux vétérans du Viêt Nam, Nixon ordonna le lancement d'une War on Drugs (« guerre contre la drogue ») et l'une des premières mesures fut l'opération Interception en septembre 1969 visant à stopper le trafic de cannabis en provenance du Mexique ; l'administration accorda également plus de fonds pour la prévention et l'aide aux toxicomanes. Nixon accrut également le soutien à la lutte contre le cancer en signant le National Cancer Act de 1971 qui augmentait les moyens alloués à l'institut national du cancer. Certains ont cependant critiqué le président pour avoir accru les dépenses pour des maladies complexes comme le cancer ou la drépanocytose tout en essayant de réduire les dépenses globales des National Institutes of Health dans le cadre de son approche conservatrice du rôle du gouvernement.

#### Programme spatial

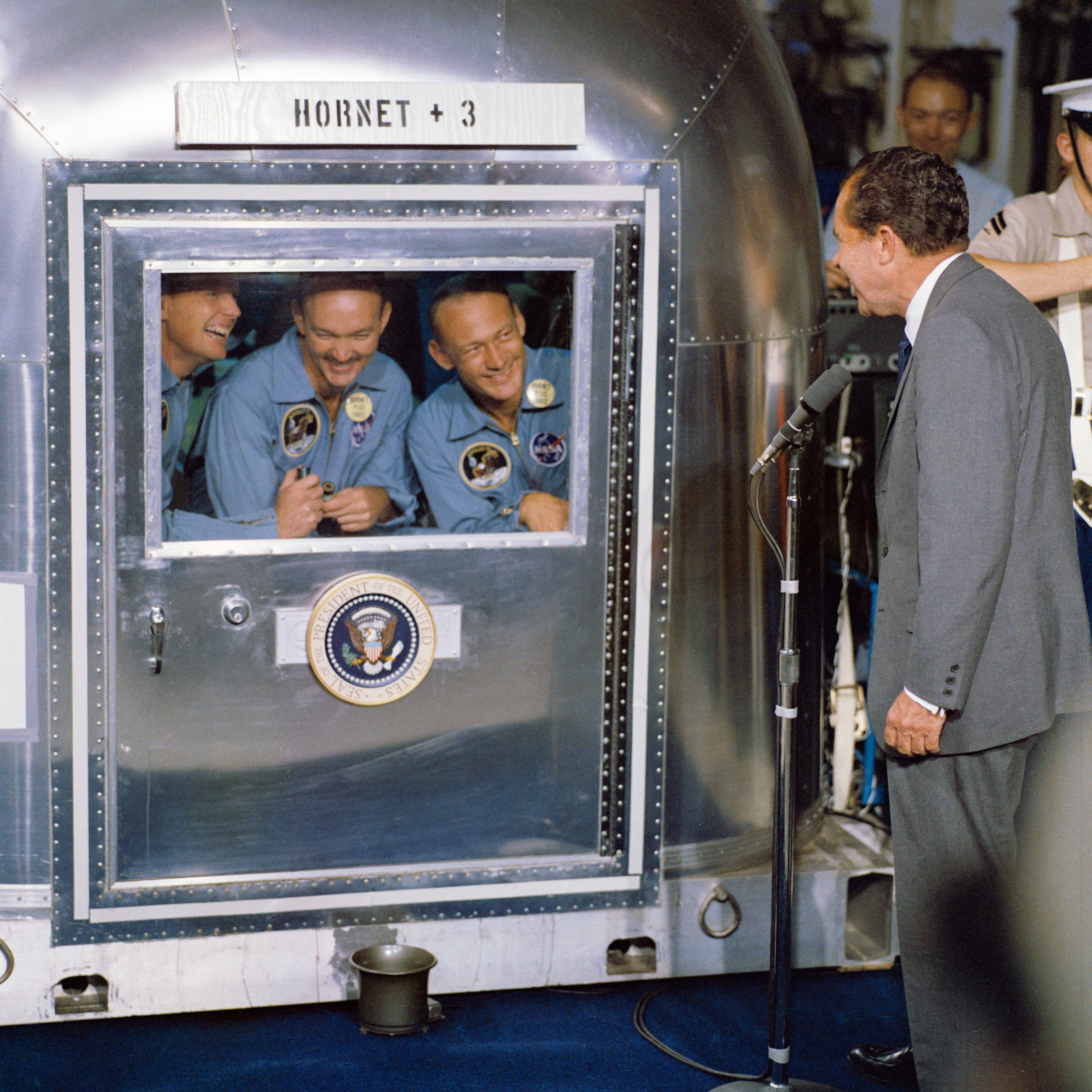
Nixon rencontre les astronautes d'Apollo 11 en quarantaine à bord de l'.

Après près d'une décennie d'un important effort national, les États-Unis remportèrent la course à l'espace en envoyant des astronautes sur la Lune le 20 juillet 1969 au cours de la mission Apollo 11. Nixon échangea avec Neil Armstrong et Buzz Aldrin durant leur séjour sur la Lune et dit de la conversation qu'elle était le « plus important appel téléphonique jamais passé depuis la Maison-Blanche ». Nixon ne souhaitait cependant pas maintenir les financements très élevés que la National Aeronautics and Space Administration (NASA) avait reçus au cours des années 1960 lorsqu'elle se préparait à envoyer des hommes sur la Lune. L'administrateur de la NASA Thomas O. Paine présenta des plans pour l'installation d'une base permanente sur la Lune avant la fin des années 1970 ainsi que le lancement d'une mission habitée vers Mars dès le début des années 1980. Nixon rejeta ces propositions et la NASA se recentra sur le programme de navette spatiale. Le 24 mai 1972, Nixon approuva un programme de cinq ans de coopération entre la NASA et son équivalent soviétique qui déboucha sur la mission Apollo-Soyouz de 1975.

#### Droits civiques
La présidence Nixon supervisa la fin de la ségrégation raciale dans les écoles publiques du Sud. Nixon chercha un moyen de concilier les idées des ségrégationnistes et celles des démocrates libéraux car son soutien à l'intégration des noirs rebutait certains blancs sudistes. Espérant faire un bon score dans le Sud en 1972, il chercha à régler la question avant l'élection. Peu après son investiture en 1969, il demanda à son vice-président Spiro Agnew de mener une équipe, qui travailla avec les représentants blancs et noirs du Sud, pour déterminer comment réaliser l'intégration dans les écoles locales. Agnew avait peu d'intérêt pour la mission et le plus gros du travail fut réalisé par le secrétaire au Travail George P. Shultz. Des fonds fédéraux étaient disponibles et une rencontre avec le président pouvait être une récompense pour les acteurs locaux. En septembre 1970, moins de 10 % des enfants noirs étudiaient dans des écoles pratiquant la ségrégation. En 1971, des tensions sur la déségrégation éclatèrent dans des villes du nord et de violentes manifestations s'opposaient à la scolarisation des enfants noirs en dehors de leur quartier afin d'obtenir une plus grande mixité raciale. Nixon était personnellement opposé à ces mesures mais fit appliquer les décisions de justice demandant leur application.
En plus de la déségrégation des écoles publiques, Nixon mit en place le « plan Philadelphie » en 1970 qui était le premier véritable programme fédéral de discrimination positive. Il soutint également une proposition d'amendement à la Constitution des États-Unis qui aurait protégé l'égalité des sexes contre toute remise en cause législative. Cet Equal Rights Amendment fut adopté par les deux chambres du Congrès en 1972 mais ne fut pas ratifié par un nombre suffisant d'États et n'est donc jamais entré en vigueur. Nixon avait fait campagne en faveur de l'amendement lors de la campagne de 1968 mais il fut critiqué par les féministes pour le manque de soutien qu'il apporta à leur cause après son élection ; Nixon nomma néanmoins plus de femmes à des postes gouvernementaux que ne l'avait fait son prédécesseur.

#### Nominations judiciaires successives

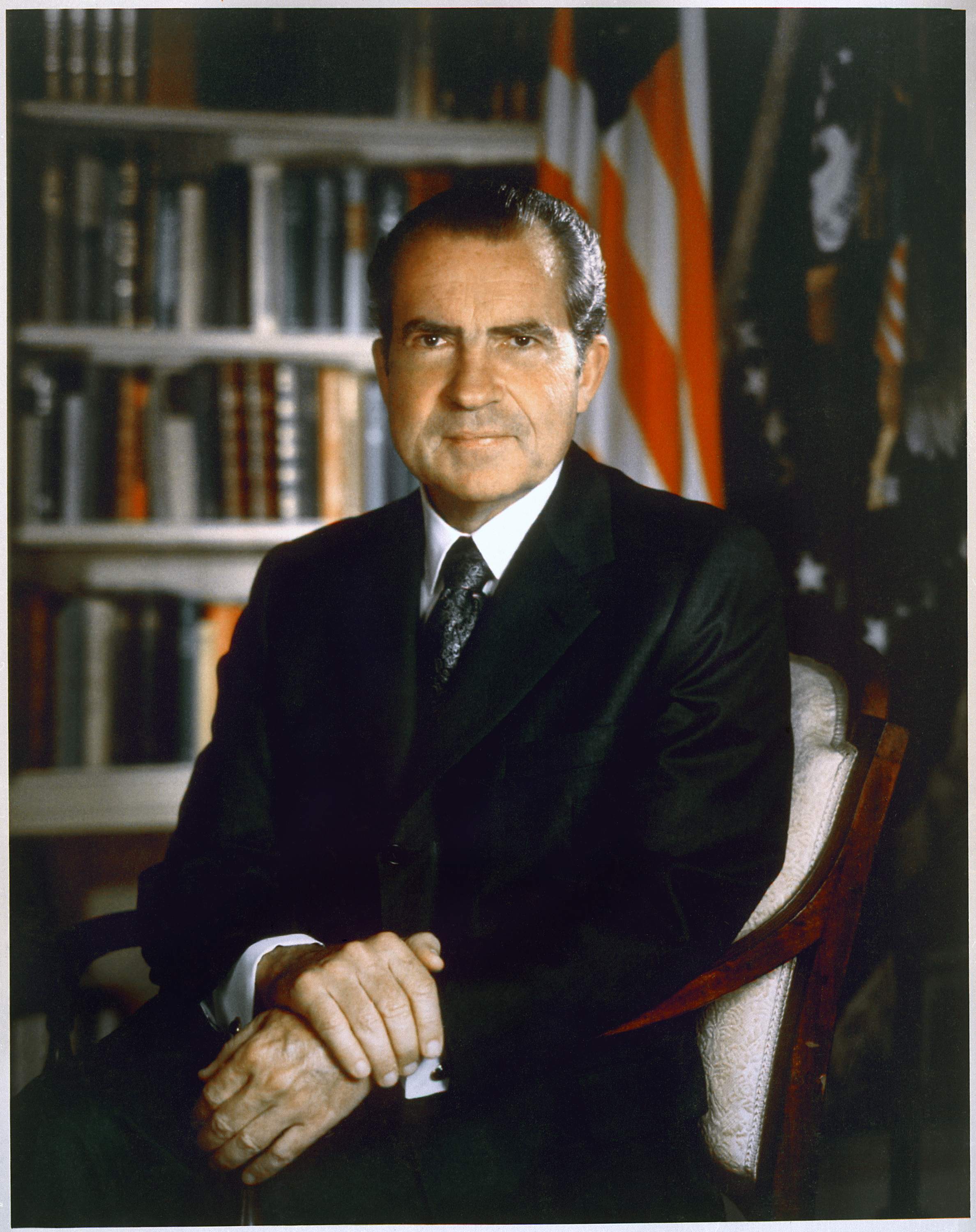
Photographie officielle de Richard Nixon réalisée le 8 juillet 1971.

Nixon nomma quatre juges à la Cour suprême. En mai 1968, le juge en chef Earl Warren annonça sa retraite. Le président Johnson proposa qu'il fût remplacé par le juge assesseur Abe Fortas mais ce choix était controversé en raison de ses activités extra-judiciaires et sa nomination fut rejetée. Warren resta à son poste jusqu'à ce que Nixon nomme Warren Earl Burger en juin 1969. Un mois plus tôt, Fortas dut démissionner après avoir accepté une pension annuelle de 20 000 $ de la part d'un ancien client. Nixon demanda à Lewis F. Powell, Jr. (en) de le remplacer, mais il refusa car sa carrière de juriste était plus lucrative. Le président proposa alors deux juges conservateurs du Sud, Clement Haynsworth et G. Harrold Carswell, mais leurs nominations furent rejetées par le Sénat. Le choix de Nixon se porta finalement sur Harry Blackmun qui fut accepté à l'unanimité. Ce dernier devint connu pour avoir rédigé l'arrêt Roe v. Wade de 1973 légalisant l'avortement aux États-Unis.
En septembre 1971, le juge assesseur Hugo Black mourut et son collègue John Marshall Harlan II démissionna pour raisons de santé. Nixon présenta une liste de six noms pour les remplacer mais le magazine Time estima que les noms proposés « démontraient son incapacité ou son refus de nommer des juristes renommés à la plus haute instance judiciaire du pays ». Aucun de ces candidats ne fut présenté au Sénat et Nixon convainquit Lewis F. Powell, Jr. d'accepter la nomination qui se fit sans opposition. La désignation de William Rehnquist fut plus compliquée mais les deux juges furent assermentés en janvier 1972. Rehnquist resta à la Cour suprême jusqu'à sa mort en 2005 après être devenu juge en chef en 1986.
Globalement, en dépit de certaines rebuffades de la part du Congrès et à force de persévérance, Nixon parvint donc à imposer avec ses quatre nominations un noyau très conservateur à la Cour suprême (notamment sur les questions liées aux droits civiques des Afro-Américains), ce qui était décisif dans sa stratégie politique de conquête du sud du pays.
Il nomma également 46 juges à des cours d'appel et 181 autres à des cours de district.

### Réélection, scandale politique et démission

#### Élection présidentielle de 1972

Bain de foule lors de la campagne présidentielle de 1972.

Nixon considérait que son arrivée au pouvoir avait eu lieu au moment d'un important réalignement politique. Depuis la fin de la Reconstruction en 1876, le Sud des États-Unis était un bastion démocrate appelé Solid South. Goldwater avait remporté plusieurs États du Sud en s'opposant au Civil Rights Act de 1964 qui mettait fin aux lois Jim Crow et à la ségrégation mais il s'était aliéné le soutien des sudistes modérés. Les efforts de Nixon pour obtenir le soutien des sudistes en 1968 s'étaient heurtés à la candidature de Wallace. Au cours de son premier mandat, il avait encouragé des politiques, comme les plans de déségrégation, qui étaient acceptables par la majorité des blancs du Sud et les encourageaient à se rapprocher du parti républicain dans le sillage du mouvement des droits civiques. Il nomma deux conservateurs du Sud, Clement Haynsworth et G. Harrold Carswell à la Cour suprême mais les deux nominations furent rejetées par le Sénat.
Nixon entra dans la course à la présidence lors de la primaire du New Hampshire le 5 janvier 1972. Virtuellement assuré de la nomination de son parti, le président s'attendait à devoir affronter le sénateur démocrate du Massachusetts Edward Kennedy (frère de l'ancien président), mais l'accident de Chappaquiddick brisa les chances de ce dernier de briguer la présidence. Le sénateur du Maine George McGovern et le sénateur du Dakota du Sud Edmund Muskie étaient tous deux bien placés pour obtenir la nomination démocrate.
Le 10 juin, McGovern remporta la primaire de Californie et obtint la nomination de son parti. Le mois suivant, Nixon fut facilement choisi lors de la convention républicaine. Il critiqua la plateforme démocrate comme étant lâche et porteuse de divisions. McGovern souhaitait fortement réduire les dépenses militaires, défendait l'amnistie pour ceux qui avaient refusé la conscription et était favorable à l'interruption volontaire de grossesse. Comme certains de ses partisans pensaient qu'il était en faveur de la légalisation des drogues, le candidat démocrate fut présenté comme défendant l'« amnistie, l'avortement et l'acide ». La candidature de McGovern fut également handicapée par les révélations selon lesquelles son colistier, le sénateur Thomas Eagleton du Missouri, avait réalisé plusieurs séjours en hôpital psychiatrique pour dépression, ; il fut remplacé par Sargent Shriver. Pendant la campagne, Nixon fait blanchir des dons pécuniaires interdits, afin de financer sa réélection.
Nixon resta en tête de la plupart des sondages tout au long de la campagne et l'élection du 7 novembre 1972 vit un raz-de-marée en faveur de Nixon qui obtint une avance de plus de 23 points sur son adversaire démocrate. Le résultat au Collège électoral fut encore plus impressionnant car McGovern ne remporta que le Massachusetts et Washington DC.

#### Scandale du Watergate

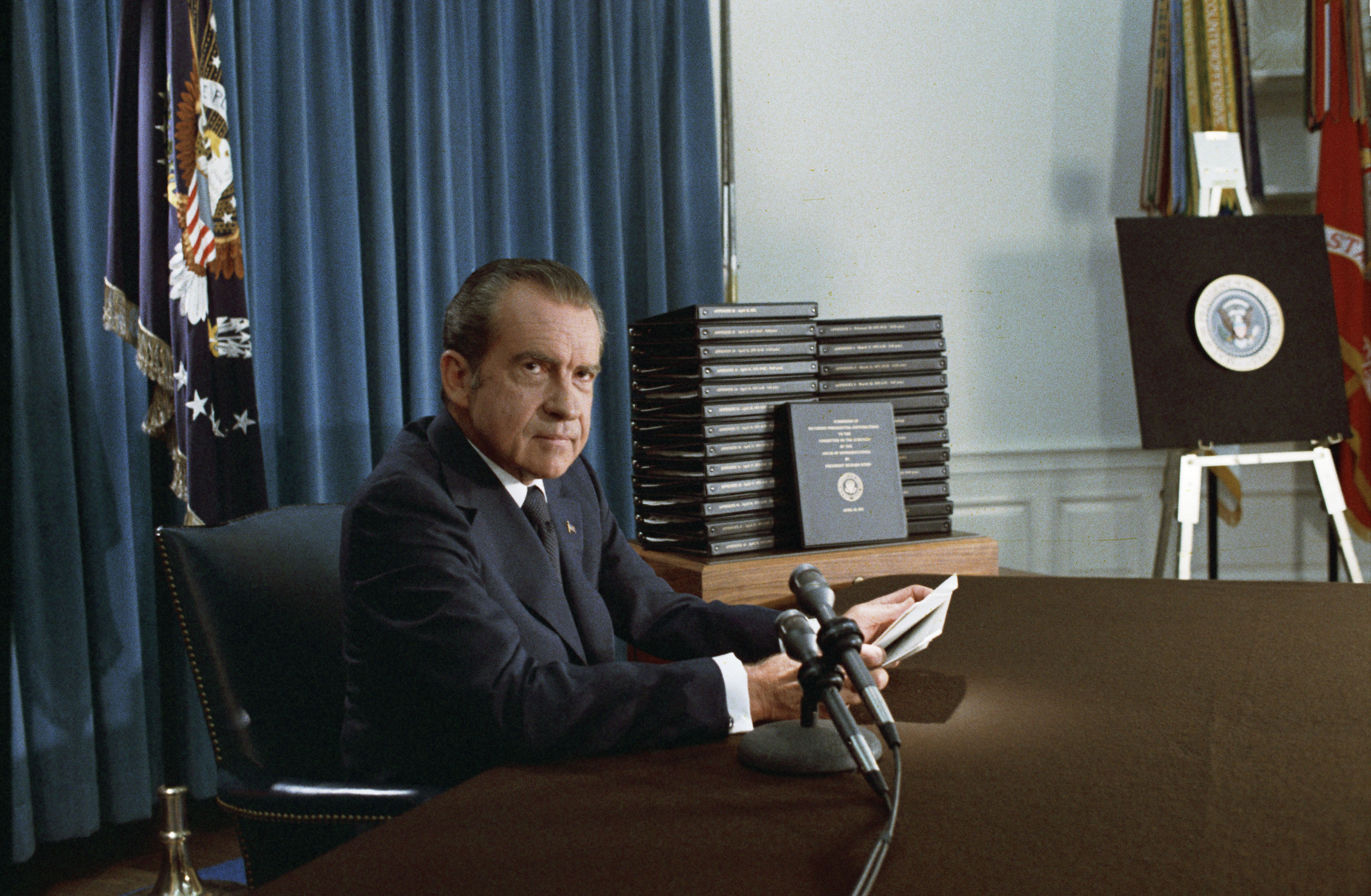
Nixon annonçant la publication des enregistrements du Watergate, 29 avril 1974.

Le terme Watergate a fini par regrouper un grand nombre d'activités clandestines et souvent illégales entreprises par les membres de l'administration Nixon. Ces activités incluaient les dirty tricks (« coups tordus ») comme la pose de micros dans les bureaux d'opposants politiques et de personnes jugées suspectes par Nixon et ses conseillers. Ceux-ci ordonnèrent également le harcèlement de groupes d'activistes et de personnalités politiques en utilisant le FBI, la CIA ou l'Internal Revenue Service. Ces activités furent révélées par l'arrestation de cinq hommes ayant pénétré par effraction dans les bureaux du parti démocrate dans le complexe du Watergate à Washington le 17 juin 1972. Le Washington Post s'empara de l'affaire et les journalistes Carl Bernstein et Bob Woodward s'appuyèrent sur les informations fournies par « Deep Throat » (« gorge profonde »), qui se révéla plus tard être le directeur adjoint du FBI, W. Mark Felt, pour lier les cambrioleurs à l'administration Nixon. Le président minimisa l'affaire et qualifia les articles de partiaux et de mensongers. Après la publication d'autres documents compromettants, il devint clair que les assistants de Nixon s'étaient mis hors la loi en tentant de saboter les efforts des démocrates : plusieurs membres de l'administration comme le conseiller juridique de la Maison-Blanche, John Dean et le chef de cabinet de la Maison-Blanche, H. R. Haldeman furent donc inculpés par une commission sénatoriale pour obstruction à la justice et abus de pouvoir,,.
En juillet 1973, l'assistant de la présidence Alexander Butterfield déclara devant la commission d'enquête du Sénat que Nixon avait un système d'écoute secret qui enregistrait ses conversations et ses appels téléphoniques à l'insu de ses interlocuteurs. Ces enregistrements furent exigés par le procureur spécial Archibald Cox mais Nixon refusa de les donner en invoquant le « privilège de l'exécutif » garantissant la séparation des pouvoirs. L'opposition entre Nixon et Cox devint si grande que ce dernier fut limogé en octobre dans ce que les commentateurs appelèrent le « massacre du samedi soir » ; il fut remplacé par Leon Jaworski mais l'opinion publique s'indigna de cette mesure qualifiée de « dictatoriale » et Nixon fut obligé de présenter certains enregistrements. En novembre, le procureur révéla qu'un enregistrement audio des conversations tenues à la Maison Blanche le 20 juin 1972 présentait une interruption de 18 minutes. Rose Mary Woods, la secrétaire personnelle du président, affirma qu'elle avait accidentellement effacé le passage lorsqu'elle retranscrivit les échanges mais cette version fut largement critiquée. L'interruption, tout en n'étant pas une preuve de culpabilité du président, jeta un doute sur la déclaration de Nixon selon laquelle il n'était pas au courant des agissements de ses conseillers.

Un manifestant demandant l'en de Nixon en octobre 1973.

Bien que Nixon ait perdu la plus grande partie de ses soutiens, même au sein de son parti, il rejeta les accusations et jura de rester en fonction. Il reconnut avoir fait des erreurs mais il insista sur le fait qu'il ne savait rien du cambriolage, qu'il n'avait pas enfreint la loi et qu'il n'avait appris les entraves à la justice qu'au début de l'année 1973. Le 10 octobre 1973, le vice-président Spiro Agnew démissionna à la suite d'accusations (sans lien avec le Watergate) de corruption, d'évasion fiscale et de blanchiment d'argent commises durant son mandat de gouverneur du Maryland. Nixon choisit Gerald Ford, chef de la minorité républicaine à la Chambre des représentants, pour remplacer Agnew.
Le 17 novembre 1973, Nixon répondit aux questions des journalistes lors d'une conférence de presse retransmise à la télévision et déclara :

« Le peuple doit savoir si son président est un escroc ou non. Eh bien je ne suis pas un escroc. J'ai mérité tout ce que je possède. »

La bataille judiciaire autour des enregistrements continua au début de l'année 1974 et en avril, Nixon annonça la publication de 1 200 des transcriptions des conversations entre lui et ses assistants. Malgré les nombreux passages absents ou censurés, les documents étaient accablants et le comité judiciaire de la chambre des représentants lança une procédure d'impeachment (destitution) contre le président le 9 mai 1974. Cette procédure fut retransmise sur la plupart des grandes chaînes de télévision et les audiences culminèrent lors des votes sur les charges d'accusation ; le premier, portant sur l'accusation d'obstruction à la justice, se déroula le 27 juillet 1974 avec 27 voix pour et 11 contre. Le 24 juillet, la Cour suprême jugea unanimement que tous les enregistrements audios devaient être présentés et pas seulement les parties choisies par la présidence.
Malgré les dégâts causés par les nouvelles révélations, Nixon espérait pouvoir passer à travers. Cependant, l'un de ces nouveaux enregistrements, réalisé peu après le cambriolage, démontra qu'il avait été informé du lien entre la Maison-Blanche et les cambrioleurs peu après l'effraction et avait approuvé des plans pour entraver l'enquête. Dans le communiqué accompagnant la publication du Smoking Gun Tape (« enregistrement de l'arme du crime ») le 5 août 1974, Nixon assuma sa responsabilité pour avoir menti au pays sur le moment où on l'avait informé de la vérité sur le cambriolage du Watergate et déclara qu'il avait eu un trou de mémoire. Il rencontra peu après les chefs républicains du Congrès et apprit qu'au mieux 15 sénateurs étaient prêts à voter pour son acquittement, bien moins que les 34 dont il avait besoin pour éviter la destitution ; celle-ci était donc inévitable.

#### Démission

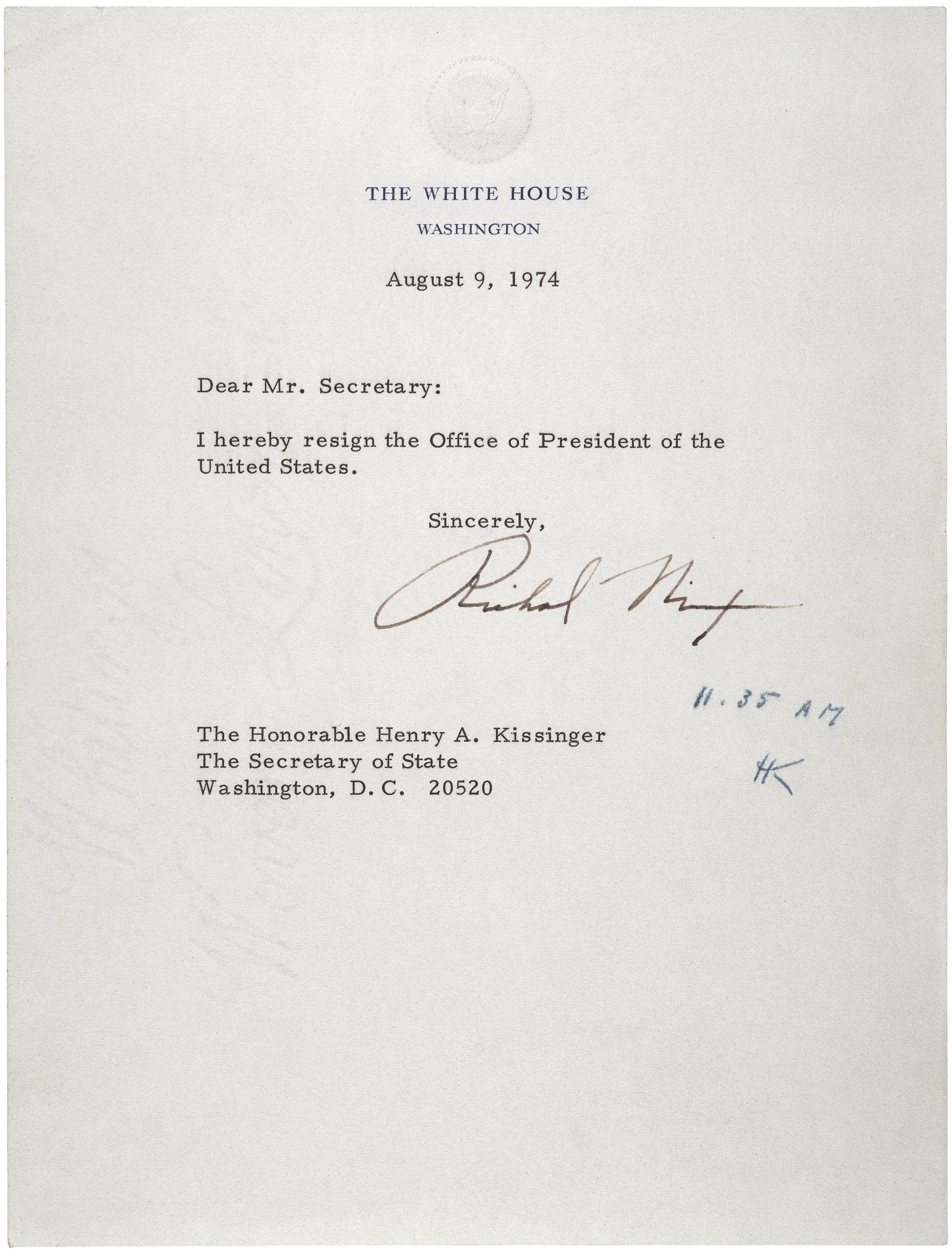
Le bref courrier de démission de Nixon, adressé au secrétaire d’État Henry Kissinger (archives nationales américaines).

Devant la perte de ses soutiens politiques et la quasi-certitude d'une destitution, Nixon démissionna de la présidence le 9 août 1974 après s'être adressé à la nation la veille. Le discours fut prononcé depuis le Bureau ovale et fut retransmis en direct à la télévision et à la radio. Nixon avança qu'il démissionnait pour le bien du pays et demanda à la nation de soutenir le nouveau président, Gerald Ford. Il rappela les réussites de sa présidence en particulier en politique étrangère. Il défendit son bilan en tant que président et déclara en citant un discours de 1910 de Theodore Roosevelt :

« Parfois j'ai réussi et parfois j'ai échoué mais j'ai toujours pris à cœur ce que Theodore Roosevelt avait dit sur l'homme dans l'arène « dont le visage est couvert de sueur, de poussière et de sang, qui se bat vaillamment, qui se trompe, qui échoue encore et encore car il n'y a pas d'effort sans erreur et échec, mais qui fait son maximum pour progresser, qui connaît le grand enthousiasme et la grande dévotion, qui se consacre à une noble cause, qui sait qu'au mieux il connaîtra in fine le triomphe d'une grande réalisation et qui, s'il échoue, échouera en ayant tenté de grandes choses. »

Nixon n'y reconnaît cependant aucun des faits pour lesquels il est accusé, ce qui fait de son discours un « chef-d'œuvre » selon Conrad Black, l'un de ses biographes. Black considéra que « ce qui aurait dû être une humiliation sans précédent pour un président américain, Nixon le convertit en une reconnaissance quasi-institutionnelle du manque de soutien parlementaire pour continuer. Il partit tout en consacrant la moitié de son allocution à rappeler les réussites de sa présidence ». La réaction des commentateurs fut généralement favorable et seul Roger Mudd de CBS avança que Nixon avait évité le sujet et n'avait pas reconnu son rôle dans le scandale.

## Retraite politique et mort

### Pardon et maladie

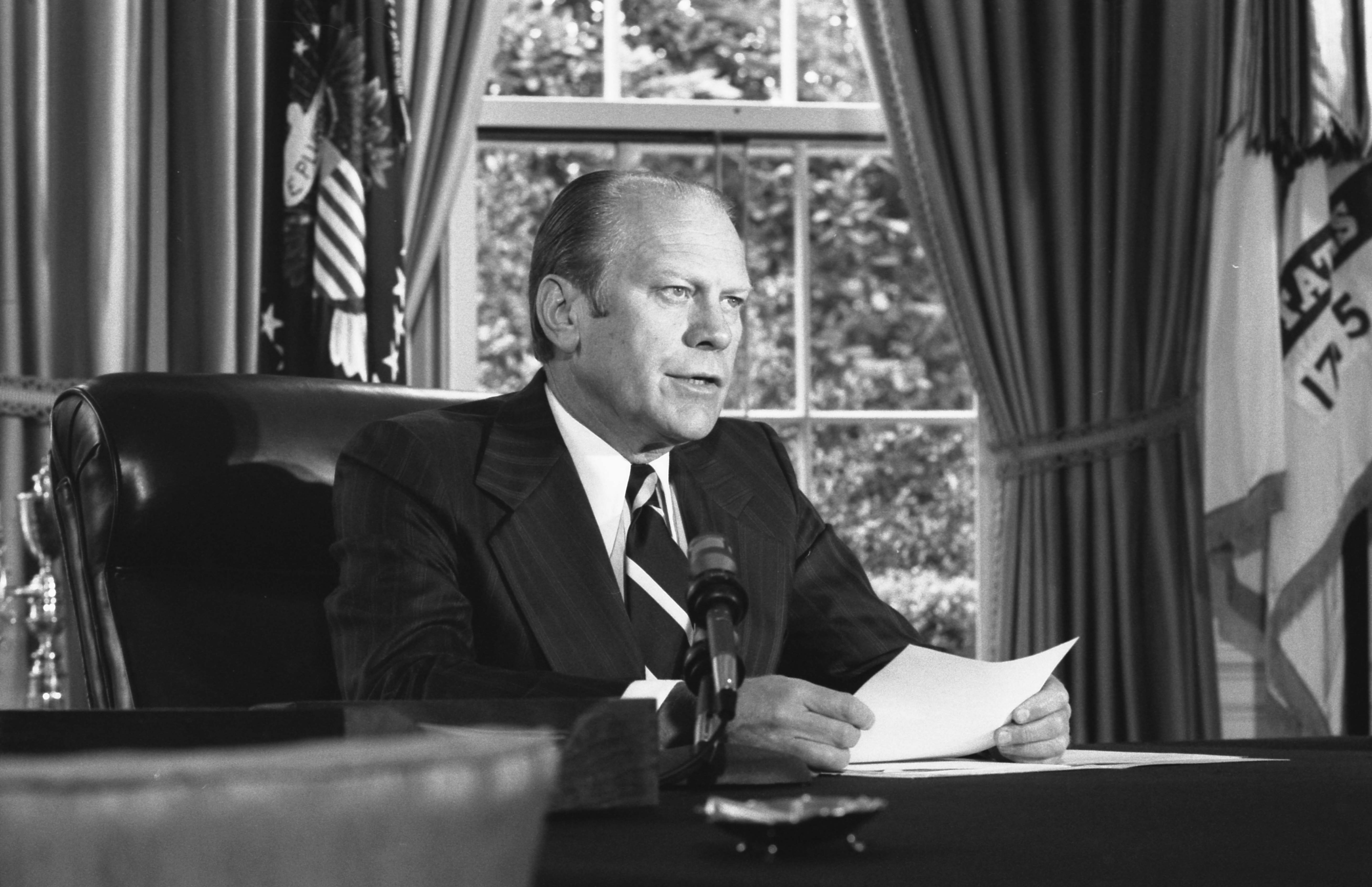
Gerald Ford annonce sa décision de gracier Nixon le 8 septembre 1974.

Après sa démission, Nixon et son épouse se rendirent à leur résidence de La Casa Pacifica à San Clemente en Californie. Selon son biographe, Jonathan Aitken, « Nixon était une âme en peine ». Le Congrès avait financé les frais de transition de Nixon, dont certaines dépenses salariales, mais réduisit la dotation à l'ancien président de 850 000 $ à 200 000 $ (de 4 millions à environ 930 000 $ de 2012). Avec certains membres de son équipe toujours avec lui, Nixon était à son bureau à 7 h mais avait peu de choses à faire. Son ancien conseiller, Ron Ziegler, restait seul avec lui pendant des heures chaque jour.
La démission de Nixon ne mit pas fin aux nombreuses demandes de le voir condamné. Le nouveau président Ford envisagea de le gracier même si cela était impopulaire. Nixon, contacté par des représentants de Ford, était initialement réticent puis finit par accepter. Le nouveau président demanda un acte de contrition mais Nixon considérait qu'il n'avait commis aucun crime et qu'il ne devait pas rédiger un tel document. Ford se résolut finalement à lui accorder un « pardon complet, total et absolu » le 8 septembre 1974. Cela mettait fin à toute possibilité de poursuite judiciaire et Nixon publia une déclaration :

« J'ai eu tort de ne pas avoir agi plus résolument et plus franchement dans le Watergate, en particulier lorsque cela atteignit l'étape des accusations judiciaires et s'accrut jusqu'à atteindre la taille d'un scandale politique et d'une tragédie nationale. Aucun mot ne peut décrire l'étendue de mon chagrin et de ma douleur concernant les souffrances que mes erreurs sur le Watergate ont causé à la nation et à la présidence, une nation que j'aime profondément et une institution que je respecte énormément,. »

En octobre 1974, Nixon fut atteint d'une thrombose. Ses médecins lui donnèrent le choix entre la mort et l'opération et il choisit cette dernière avec réticence. Le président Ford lui rendit visite lors de son hospitalisation. Il fut convoqué lors du procès de trois de ses anciens assistants, Dean, Haldeman et Ehrlichman ; le Washington Post, sceptique vis-à-vis de sa maladie, imprima une caricature montrant Nixon avec un plâtre sur le « mauvais pied ». Le juge John Sirica annula la demande de présence de Nixon malgré les objections de la défense. Le Congrès demanda à Ford de conserver les documents de la présidence de Nixon, ce qui déclencha une longue bataille judiciaire qui dura trois décennies et qui fut finalement remportée par l'ancien président. Alors qu'il était hospitalisé, les élections législatives de 1974 furent marquées par le scandale du Watergate et par le pardon présidentiel : les républicains perdirent 43 sièges à la Chambre et trois au Sénat.

### Retour à la vie publique
En décembre 1974, Nixon commença à planifier son retour malgré la rancune considérable du pays contre lui. Il écrivit dans son journal, en référence à Pat et lui :

« Ainsi soit-il. Nous irons jusqu'au bout. Nous avons eu des moments difficiles auparavant et nous pouvons supporter les épreuves plus difficiles que nous aurons maintenant à surmonter. C'est peut-être ce pour quoi nous avons été faits, pour être en mesure de subir la punition au-delà de ce que n'importe qui dans ce bureau a dû affronter, en particulier après avoir quitté ses fonctions. Ceci est un test de caractère et nous ne devons pas échouer à ce test. »

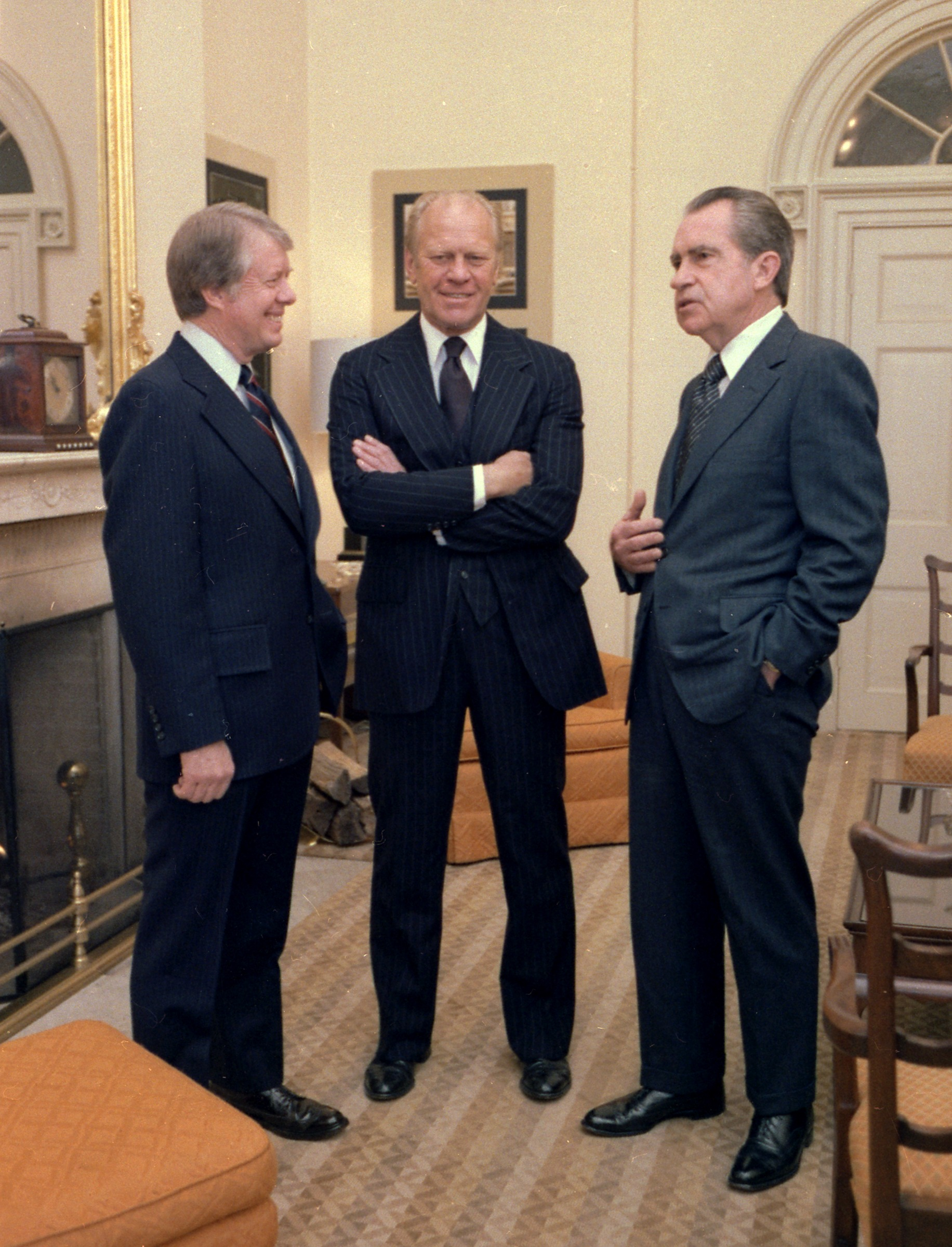
Nixon (droite) avec Gerald Ford (centre) et le président Jimmy Carter (gauche) à la Maison-Blanche pour les funérailles de l'ancien vice-président Hubert Humphrey en 1978.

Au début de l'année 1975, la santé de Nixon s'améliora. Il possédait un bureau dans une station des gardes-côtes à 300 m de chez lui où il se rendait chaque jour initialement en voiture de golf puis à pied ; il travaillait essentiellement sur ses mémoires. Il avait espéré attendre avant de les écrire mais le fait que ses biens aient été réduits par les dépenses et les frais de justice le forcèrent à se lancer rapidement dans l'écriture. Il fut handicapé dans ce travail par la fin de son salaire de transition en février et il dut se séparer de la plus grande partie de son personnel dont Ziegler. En août 1975, il rencontra le présentateur et producteur britannique David Frost qui le paya 600 000 $ (environ 2,5 millions de dollars de 2012) pour une série d'entretiens filmés et diffusés en 1977. Ils commencèrent sur le thème de la politique étrangère et l'ancien président relata ses rencontres avec les dirigeants étrangers mais les passages les plus connus sont ceux consacrés au Watergate. Nixon admit qu'il avait « abandonné le pays » et dit : « je me suis effondré. Je leur ai donné une épée et ils m'ont frappé. Et ils ont remué la lame avec plaisir. Et, je suppose que, si j'avais été à leur place, j'aurais fait la même chose ». Les entretiens rassemblèrent entre 45 et 50 millions de téléspectateurs, devenant le programme de ce type le plus regardé de l'histoire américaine.
Les entretiens et la vente de sa résidence de Key Biscayne en Floride à une fondation mise en place par des amis fortunés comme Bebe Rebozo (en) permirent d'améliorer la situation financière de Nixon à un moment où, au début de l'année 1975, il ne lui restait que 500 $ (environ 2 100 $ de 2012) en banque. En février 1976, Nixon visita la Chine sur invitation personnelle de Mao. Il voulait y retourner plus tôt mais choisit de ne s'y rendre qu'après la visite présidentielle de Ford dans le pays en 1975. Nixon ne prit pas position dans la lutte entre Ford et Reagan lors de la primaire républicaine de 1976. La convention de Kansas City choisit Ford mais il perdit de justesse face au gouverneur démocrate de Géorgie, Jimmy Carter ; certains avancèrent que Ford aurait été élu s'il n'avait pas gracié Nixon. Le biographe de Nixon, Conrad Black, affirma cependant que si aucune grâce n'avait été offerte, Nixon aurait certainement été en procès en novembre 1976 et cela aurait causé plus de dégâts au parti républicain qui aurait perdu avec une marge plus importante. L'administration Carter ne savait pas quoi faire de Nixon et elle bloqua son voyage prévu en Australie, ce qui poussa le gouvernement du Premier ministre Malcolm Fraser à refuser une invitation officielle aux États-Unis.
Au début de l'année 1978, Nixon se rendit au Royaume-Uni. Il fut évité par les diplomates américains et par la plupart des ministres du gouvernement travailliste de James Callaghan. Il fut néanmoins reçu par le chef de l'opposition, Margaret Thatcher et par les anciens premiers ministres Alec Douglas-Home et Harold Wilson, même si deux autres anciens premiers ministres, Harold Macmillan et Edward Heath, refusèrent de le rencontrer. Nixon s'adressa à l'association de débat de l'université d'Oxford sur le Watergate :

« Certaines personnes disent que je n'ai pas bien géré la situation et ils ont raison. J'ai merdé. Mea Culpa. Mais revenons à mes réussites. Vous serez ici en l'an 2000 et nous verrons alors comment je serai considéré. »

### Voyages et retraite

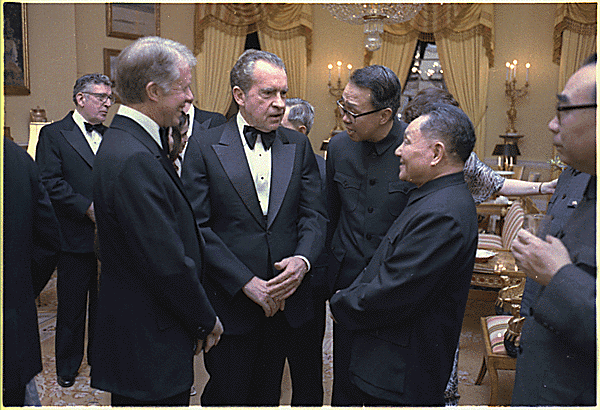
Nixon discute avec le vice-premier ministre chinois, Deng Xiaoping, et le président américain, Jimmy Carter, à la Maison-Blanche en 1979.

En 1978, Nixon publia ses mémoires, RN: The Memoirs of Richard Nixon, le premier des dix livres qu'il signa pendant sa retraite. Le livre fut un succès de librairie et fut salué par la critique. Nixon se rendit à la Maison-Blanche en 1979, à l'invitation de Carter, pour un dîner officiel avec le vice-premier ministre chinois Deng Xiaoping. Carter ne souhaitait pas inviter l'ancien président mais Deng prévint qu'il rendrait visite à Nixon en Californie s'il n'était pas invité. Nixon échangea en privé avec Deng et il visita à nouveau Pékin à l'été 1979.
Au début de l'année 1980, le couple Nixon acheta une maison à New York après avoir été refusé dans deux coopératives d'habitation de Manhattan. Lorsque l'ancien shah d'Iran mourut en Égypte en juillet 1980, Nixon défia le département d'État qui souhaitait n'envoyer aucun représentant, en assistant aux funérailles. Même si Nixon n'avait aucun titre officiel, en tant qu'ancien président, il était considéré comme le représentant des États-Unis aux funérailles de son ancien allié. Nixon soutint la candidature de Ronald Reagan lors de l'élection présidentielle de 1980 en réalisant des apparitions télévisées où il se présentait, selon les mots de son biographe Stephen Ambrose, comme « le vétéran de la politique au-dessus de la mêlée ». Il écrivit des articles dans de nombreuses publications durant la campagne et après la victoire de Reagan sur Carter. Après 18 mois dans sa résidence new-yorkaise, Nixon et son épouse déménagèrent à Saddle River dans le New Jersey en 1981.
Tout au long des années 1980, Nixon maintint un agenda ambitieux avec de nombreuses conférences ; il voyagea et rencontra de nombreux dirigeants étrangers, principalement dans les pays du tiers monde. Il rejoignit les anciens présidents Ford et Carter pour représenter les États-Unis lors des funérailles du président égyptien Anouar el-Sadate en 1981. Lors d'un voyage au Moyen-Orient, Nixon exposa ses vues concernant l'Arabie saoudite et la Libye et il attira l'attention des médias américains ; le Washington Post publia des articles sur sa « réhabilitation ». Nixon se rendit en Union soviétique en 1986 et à son retour il confia au président Reagan un long mémorandum contenant des suggestions en politique étrangère et ses impressions personnelles sur Mikhaïl Gorbatchev. À la suite de ce voyage, Nixon fut classé par un sondage Gallup comme l'un des dix hommes les plus admirés au monde.

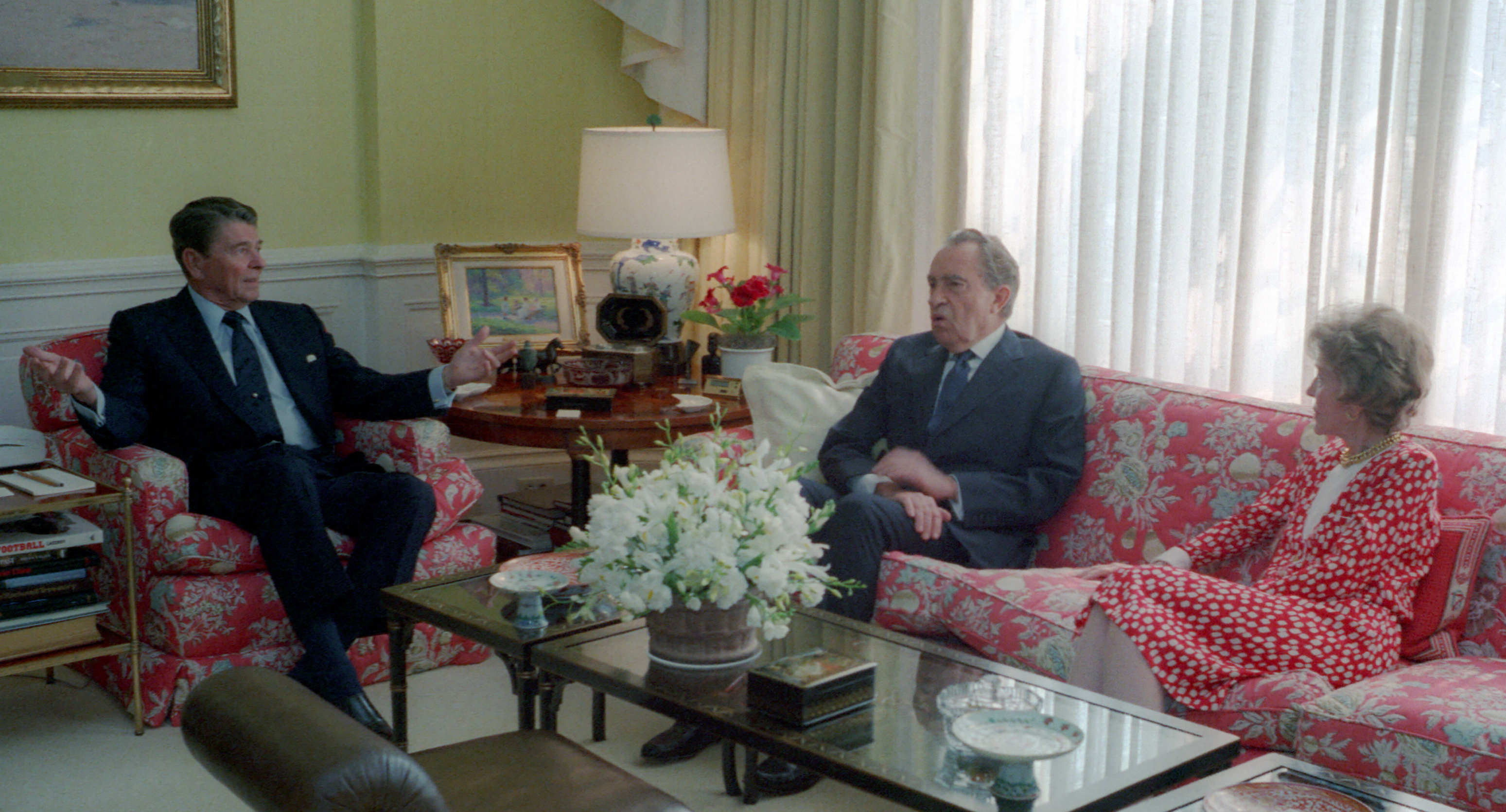
Le couple Reagan et Richard Nixon dans la salle d'attente Ouest de la Maison-Blanche en 1988.

En 1986, Nixon s'adressa à un groupe de journalistes et il impressionna son auditoire avec son « tour d'horizon » du monde. À l'époque, la journaliste politique Elizabeth Drew écrivit : « Même lorsqu'il avait tort, Nixon montrait toujours qu'il avait de grandes connaissances et une vaste mémoire, de même que la capacité de parler avec une apparente autorité, suffisante pour impressionner les personnes qui avaient auparavant peu de considération pour lui ». Newsweek publia un article sur le « retour de Nixon » avec le titre « Il est de retour ».
Le 19 juillet 1990, la bibliothèque présidentielle Richard-Nixon fut inaugurée dans sa ville natale de Yorba Linda en tant qu'institution privée, en présence du couple Nixon. À leurs côtés se pressait une large foule et des personnalités comme les présidents Ford, Reagan et George H. W. Bush, de même que leurs épouses respectives, Betty, Nancy et Barbara. En janvier 1991, l'ancien président fonda le Nixon Center (aujourd'hui le Center for the National Interest), un think tank et un centre de conférence de Washington.
Pat Nixon mourut d'un emphysème et d'un cancer du poumon le 22 juin 1993. Ses funérailles se tinrent à la bibliothèque présidentielle. Richard Nixon apparut bouleversé et il prononça un discours émouvant en son honneur.

### Mort et funérailles

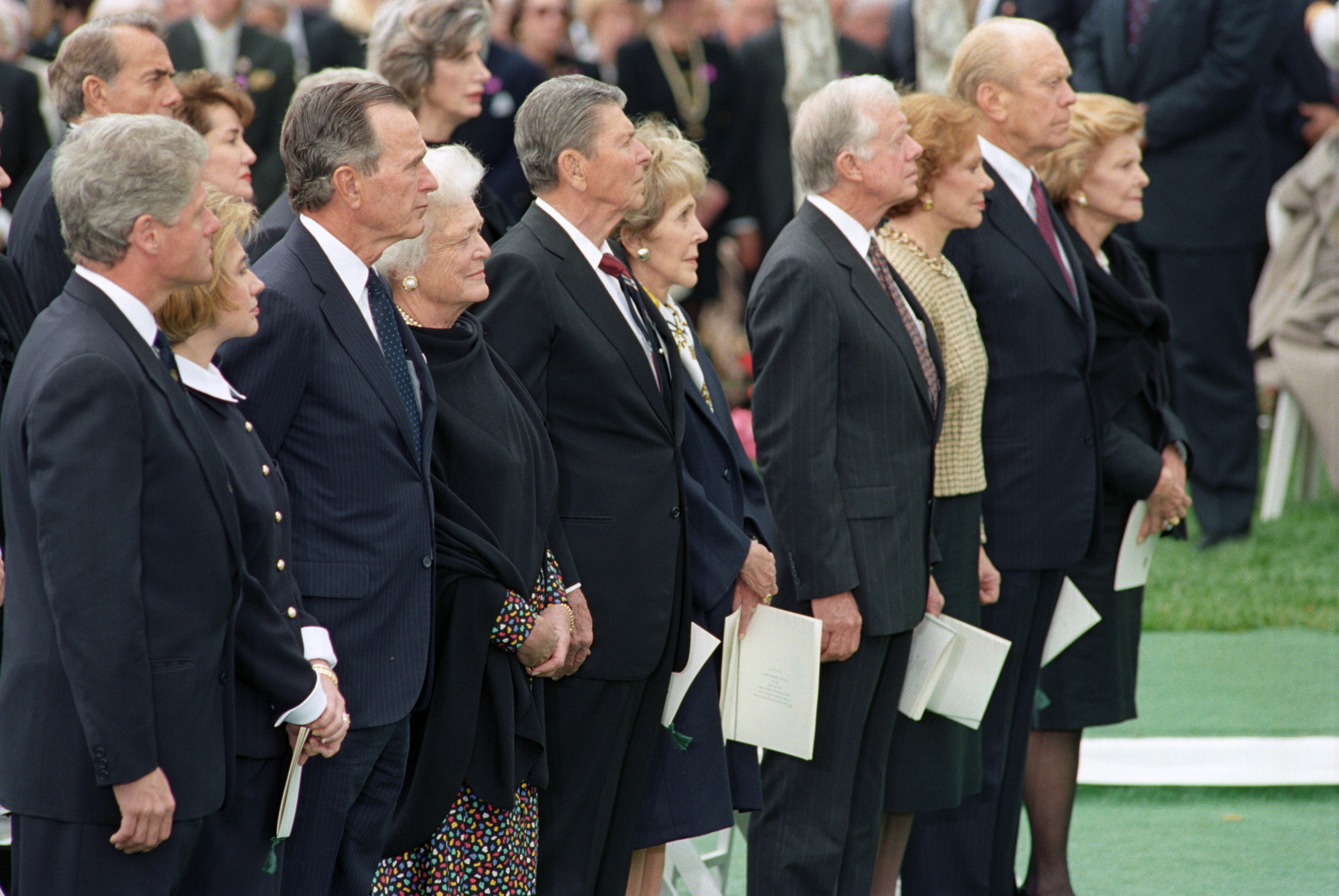
Cinq présidents américains et leurs épouses assistent aux funérailles de Richard Nixon, 27 avril 1994.

Un mois après un voyage en Russie, Nixon fut victime d'un accident vasculaire cérébral le 18 avril 1994, alors qu'il s'apprêtait à dîner dans sa résidence de Park Ridge dans le New Jersey,. Un caillot sanguin apparu à la suite de ses problèmes cardiaques céda et se déplaça jusque dans son cerveau. Il fut amené au New York Presbyterian Hospital toujours conscient, même s'il ne pouvait pas parler ni bouger son bras ni sa jambe droite. Les dommages au cerveau entraînèrent un œdème cérébral et Nixon sombra dans un profond coma. Il mourut avec ses deux filles à ses côtés le 22 avril 1994 à 21 h 8, à l'âge de 81 ans.
Les funérailles de Nixon qui eurent lieu le 27 avril 1994 étaient les premières d'un président américain depuis celles de Lyndon B. Johnson en 1973, que Nixon avait présidées. Les éloges funèbres à la bibliothèque présidentielle furent lus par le président en fonction Bill Clinton, l'ancien secrétaire d'État Henry Kissinger, le chef de la minorité républicaine au Sénat Bob Dole, le gouverneur de Californie Pete Wilson et le révérend Billy Graham. Les anciens présidents Ford, Carter, Reagan, Bush et leurs épouses assistèrent également à la cérémonie.

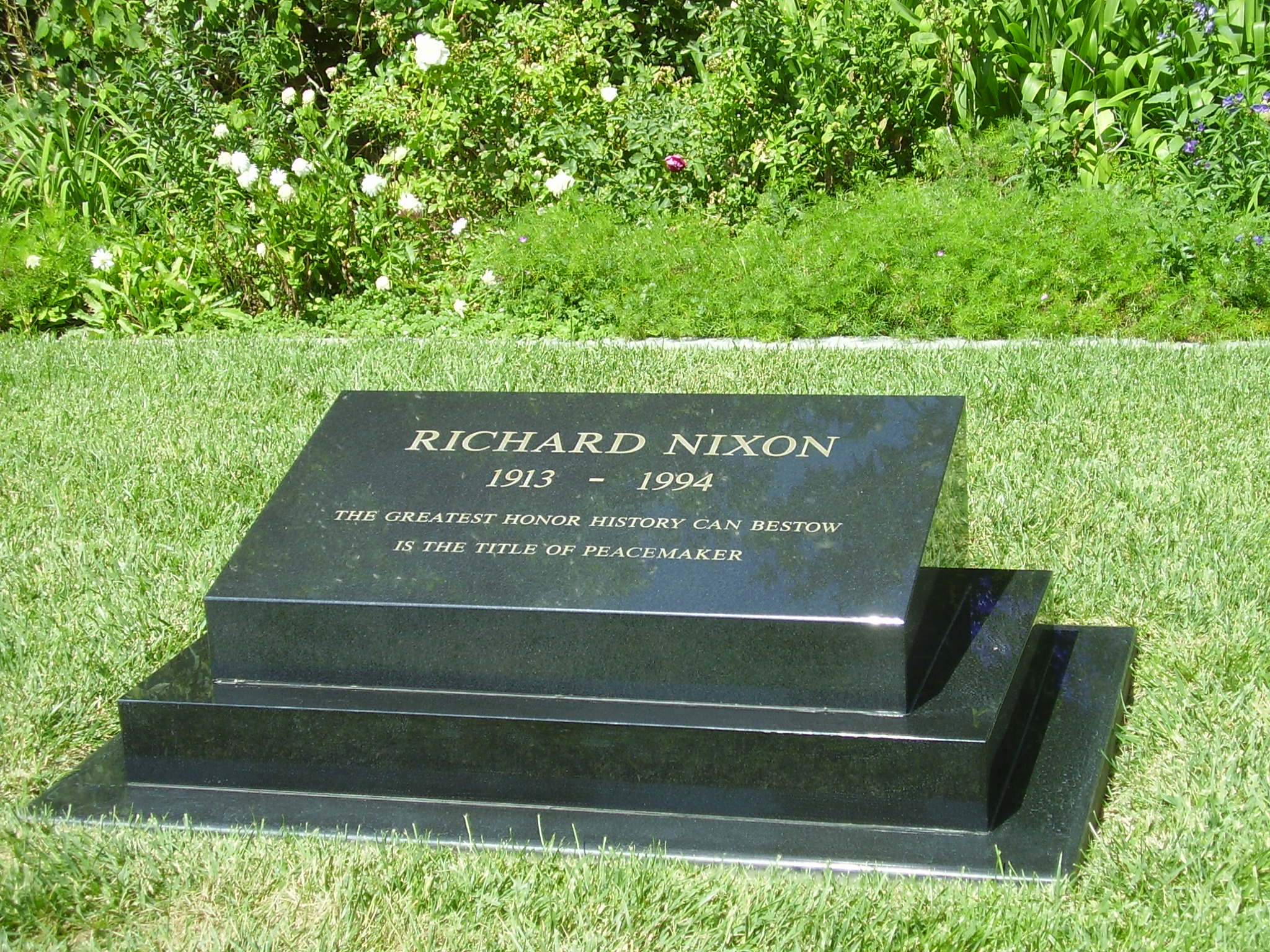
La tombe de Richard Nixon à Yorba Linda où il est inscrit « Le plus grand honneur que l'histoire peut accorder est celui de faiseur de paix », prononcé lors de sa première inauguration présidentielle le 20 janvier 1969.

Richard Nixon fut inhumé aux côtés de son épouse Pat sur le terrain de la bibliothèque portant son nom en Californie. Il laissait deux filles, Tricia et Julie, et quatre petits-enfants. En accord avec ses volontés, ses funérailles ne furent pas des obsèques nationales et contrairement à bon nombre de ses prédécesseurs, son corps ne fut pas exposé au capitole de Washington. Sa dépouille fut exposée dans le hall de la bibliothèque le 26 avril jusqu'au lendemain matin. Des milliers de personnes attendirent huit heures dans un temps froid et humide pour rendre un dernier hommage à l'ancien président. À son maximum, la file mesurait 5 km de long et environ 42 000 personnes attendaient pour voir sa dépouille. Bien que des journalistes considèrent que l'hommage n'est pas très fervent (contrairement à Truman et a posteriori Reagan) car il fut désigné, tout comme son prédécesseur Johnson, comme « cynique et peu considéré ».
John F. Stacks, du magazine Time, déclara à propos de Nixon peu après sa mort : « Une énorme énergie et une impressionnante détermination l'aidèrent à récupérer et à se reconstruire après chaque désastre auto-infligé qu'il devait affronter. Pour reconquérir un statut respecté auprès du public américain après sa démission, il continua de voyager et d'échanger avec les dirigeants du monde, et au moment où Bill Clinton accéda à la Maison-Blanche [en 1993], Nixon avait virtuellement cimenté son rôle de vétéran de la politique. Clinton, dont l'épouse avait été membre du personnel du comité qui vota la destitution de Nixon, le rencontrait ouvertement et sollicitait régulièrement ses conseils ».
Tom Wicker, du New York Times, nota que Nixon avait été égalé uniquement par Franklin Roosevelt en étant nommé cinq fois sur le ticket de l'un des principaux partis et quatre fois vainqueur, et écrivit : « Le visage aux joues flasques et à la couleur de barbe visible, le nez en rampe de saut à ski, les cheveux implantés en pointe sur le front et les bras tendus en V de Richard Nixon ont été si souvent représentés et caricaturés que leur présence en était devenue familière. Nixon a été si souvent au cœur de la controverse qu'il est difficile d'imaginer que la nation n'aurait plus de « Nixon pour traîner dans le coin ». Cette dernière expression reprenait les propres mots de Nixon lors de ce qu'il déclarait être en 1962 sa « dernière conférence de presse », après sa défaite à la course au poste de gouverneur de Californie : ils étaient teintés d’acidité car, déjà, il avait souvent été en lutte avec la presse. À propos des réactions à la mort de Nixon, Ambrose déclara : « À la stupéfaction de tout le monde, sauf de la sienne, il est devenu notre vétéran bien-aimé de la politique ».
À la mort de Nixon, presque tous les articles de presse mentionnèrent le Watergate, mais ils étaient pour la plupart favorables à l'ancien président. Le Dallas Morning News écrivit : « L'histoire montrera finalement qu'en dépit de ses défauts, il fut l'un de nos chefs de l'exécutif les plus prévoyants ». Cela en dérangea certains et l'éditorialiste Russell Baker se plaignit d'une « conspiration de groupe pour lui accorder l'absolution ».

## Héritage

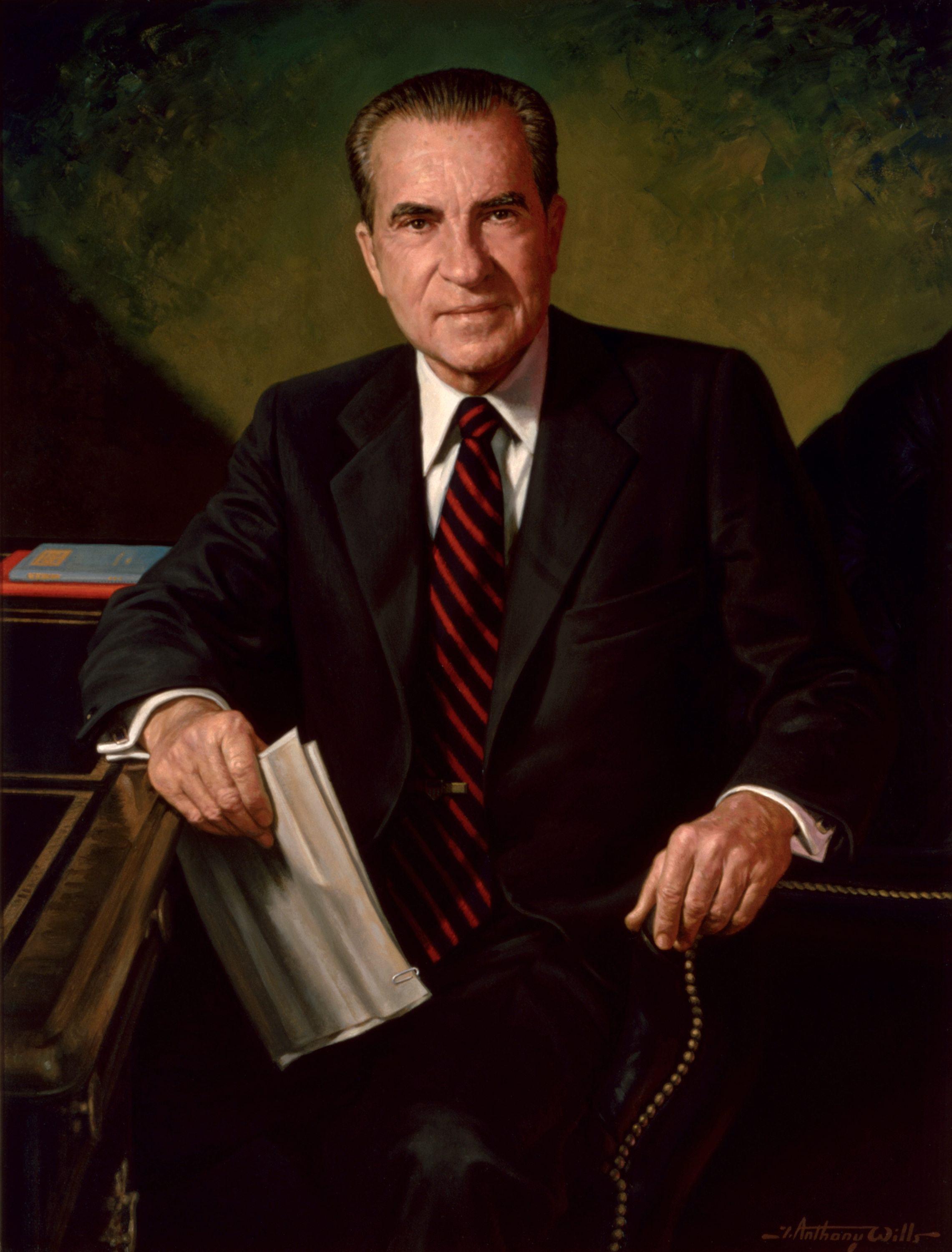
Portrait présidentiel de Nixon réalisé par James A. Wills.

L'historien politique James MacGregor Burns déclara à propos de Nixon : « Comment peut-on évaluer un président aussi particulier, si brillant et si moralement corrompu? ». Les biographes de Nixon sont en désaccord sur la façon dont il sera perçu par l'histoire. Selon Ambrose, « Nixon voulait être jugé sur ce qu'il a accompli. Ce dont on se souviendra est le cauchemar dans lequel il a plongé le pays lors de son second mandat et sa démission ». Irwin Gellman, qui relata la carrière parlementaire de Nixon, suggéra qu'« il était remarquable parmi ses collègues, une belle réussite dans une période troublée, un homme qui mena une lutte anti-communiste pondérée contre les excès de McCarthy ». Aitken considère que « Nixon, à la fois en tant qu'homme et homme d'État, a été excessivement vilipendé pour ses fautes et insuffisamment reconnu pour ses vertus. Pourtant même dans un esprit de révisionnisme historique, aucun verdict simple n'est possible ».
La « stratégie sudiste » de Nixon a été créditée par certains comme ayant permis au Sud de devenir un bastion républicain, même si d'autres ont avancé que les facteurs économiques ont joué un rôle plus important dans cette évolution. Tout au long de sa carrière, il contribua à sortir le parti du contrôle des isolationnistes et en tant que parlementaire il était un avocat persuasif de l'endiguement du communisme soviétique. Selon son biographe, Herbert Parmet, « le rôle de Nixon fut de guider le Parti républicain entre les courants contradictoires des Rockefeller, des Goldwater et des Reagan ».
Nixon est crédité pour son attitude dans les affaires intérieures, qui permit le vote et l'application de lois environnementales. L'historien Paul Charles Milazzo rappela dans un article de 2011 la création par Nixon de l'EPA et sa mise en œuvre de textes législatifs comme l'Endangered Species Act de 1973 et avança que même s'il est méconnu, le bilan de la politique de l'environnement de Richard Nixon est positif.
Nixon considérait ses actions concernant le Viêt Nam, la Chine et l'Union soviétique comme des éléments clés de sa place dans l'histoire. George McGovern, l'adversaire de Nixon en 1972 commenta en 1983 que « le président Nixon avait une approche plus pragmatique vis-à-vis des deux superpuissances, la Chine et l'Union soviétique, que tout autre président depuis la Seconde Guerre mondiale… À l'exception de son inexcusable poursuite de la guerre au Viêt Nam, Nixon sera très bien noté par l'histoire ». Le spécialiste politique Jussi M. Hanhimäki est en désaccord et affirme que la diplomatie de Nixon n'était rien d'autre que la simple poursuite de la doctrine d'endiguement de la guerre froide en utilisant des moyens diplomatiques plutôt que militaires. Le pardon présidentiel de William Calley, condamné pour crimes de guerre au Viêt Nam, est également mal perçu dans une partie de l'opinion.
L'historien Keith W. Olson a écrit que Nixon a laissé un héritage négatif : une méfiance profonde vis-à-vis du gouvernement, à cause du Viêt Nam et du Watergate. Durant la procédure de destitution de Bill Clinton en 1998, les deux camps essayèrent d'utiliser Nixon et le Watergate à leur avantage : les républicains suggérèrent que l'inconduite de Clinton était comparable à celle de Nixon tandis que les démocrates répondirent que les actions de Nixon étaient bien plus graves. Un autre élément de son bilan politique réside dans la perte de pouvoir de la présidence après le vote par le Congrès de législations plus restrictives, à la suite du Watergate. Olson suggère néanmoins que les pouvoirs accordés à George W. Bush après les attentats du 11 septembre 2001 ont restauré l'autorité du président.

## Personnalité et image publique

Nixon dans sa résidence de San Clemente en 1971.

La carrière de Nixon fut fréquemment affectée par sa personnalité et la perception publique de celle-ci. Les caricaturistes et les comédiens ont souvent exagéré son apparence et ses manies au point que la frontière entre l'homme et la caricature est devenue de plus en plus floue. Il était souvent représenté avec des joues mal rasées, les épaules affaissées et les sourcils plissés.

Nixon dans le Bureau ovale en 1970.

Le biographe Elizabeth Drew résuma Nixon comme un « homme intelligent et talentueux mais le plus étrange et le plus tourmenté des présidents ». Dans son étude de la présidence de Nixon, Richard Reeves décrivit Nixon comme un « homme étrange d'une timidité inconfortable qui fonctionnait mieux seul avec ses pensées ». Reeves poursuivit en avançant que sa présidence était condamnée par sa personnalité : « Il a pris le pire chez les gens et il leur a apporté le pire… Il s'est accroché à l'idée d'être « dur ». Il pensait que c'était ce qui l'avait amené au bord de la grandeur. Mais il fut trahi par lui-même. Il ne pouvait pas s'ouvrir à d'autres hommes et il ne pouvait pas s'ouvrir à la grandeur ». Nixon avait une personnalité complexe, à la fois mystérieuse et maladroite mais remarquablement révélatrice sur lui-même. Il avait tendance à se tenir à distance des gens et était formel en toutes circonstances ; il portait une veste et une cravate même lorsqu'il était seul chez lui. Le biographe de Nixon, Conrad Black, le décrivit comme étant « motivé » mais « à certains égards, mal à l'aise avec lui-même ». Selon Black, Nixon « pensait qu'il était condamné à être calomnié, trahi, injustement harcelé, incompris, sous-estimé et soumis aux épreuves de Job, mais que par l'application de sa volonté puissante, de sa ténacité, et de son zèle, il finirait par s'imposer ». Nixon considérait que mettre une distance entre lui et les autres était nécessaire pour lui alors qu'il avançait dans sa carrière politique et qu'il devint président. Même Bebe Rebozo, selon certains, son ami le plus proche, ne l'appelait pas par son prénom. Nixon avança à ce sujet : « Même avec des amis proches. Je ne crois pas qu'il faille s'ouvrir, confier ceci ou cela… Je crois que vous devez garder vos problèmes pour vous. C'est comme cela que je suis. Certaines personnes sont différentes. Certaines personnes pensent que c'est une bonne thérapie de s'asseoir avec un ami proche et, vous savez, vider son sac… [et] révéler ses pensées profondes ou le fait d'avoir été nourri au biberon ou au sein. Pas moi. Pas question ». Lorsqu'on lui dit que, même à la fin de sa carrière, la plupart des Américains ne pensaient pas bien le connaître, Nixon répondit : « Oui, c'est vrai. Et il n'est pas nécessaire pour eux de savoir ».

## Dans les arts et la culture
La personnalité de Richard Nixon a généré plusieurs représentations dans divers médias.

## Publications
- Six crises, New York, Double day, 1962
- Mémoires, Paris, Fayard, 1978
- La vraie guerre (trad. France-Marie Watkins et Guy Casaril), Paris, A. Michel, 1980
- Leaders : ceux qui ont changé le monde (trad. Jean-Pierre Simon), Paris, Plon, 1983
- Le Mythe de la paix (trad. Raymond Albeck), Paris, Plon, coll. Tribune Libre, 1984
- Plus jamais de Vietnams (trad. France-Marie Watkins), Paris, A. Michel, 1985
- 1999, la victoire sans la guerre (trad. Hélène S. Olivier et Catherine Plasait), Paris : Ergo Press, 1989
- Dans l'arène (trad. Claude Bonnafont), [Paris], Tsuru, coll. Mémoriser, 1990